# Ischia Film Festival
L'Ischia Film Festival è un festival cinematografico internazionale specificamente dedicato alle location del cinema. Il festival è realizzato dall'Associazione Culturale Art Movie e Music e il suo ideatore e direttore artistico è Michelangelo Messina. La sede esclusiva dell'evento, fin dalla sua prima edizione, è il Castello Aragonese d'Ischia e le proiezioni si svolgono, all'aperto, in 5 diversi luoghi al suo interno.
La prima edizione del festival si è tenuta nel 2003 presso l'isola d'Ischia con il nome di Foreign Film Festival. La manifestazione è nata con l'intento di conferire un riconoscimento artistico alle opere, ai registi, ai direttori della fotografia e agli scenografi che hanno valorizzato luoghi italiani o stranieri per invogliare lo spettatore a visitarne le bellezze.
Il festival, che si svolge in luglio, organizza annualmente il convegno nazionale sul cineturismo. La rassegna cinematografica si compone di tre sezioni competitive dedicate ai cortometraggi e ai documentari, una sezione speciale denominata Primo Piano dedicata ai lungometraggi e una sezione fuori concorso denominata Scenari.
Il festival fa parte dell'AFIC, l'Associazione Italiana Festival di Cinema, cui appartengono altre analoghe manifestazioni nazionali di promozione del cinema italiano. La diciassettesima edizione ha ottenuto l'alto patrocinio del Parlamento Europeo e l'adesione del Presidente della Repubblica con una targa onorifica.

## Comitato d'onore permanente
- Oliver Stone
- Allan Starski
- Sergio Rubini
- Vittorio Storaro
- Osvaldo Desideri
- Alan Lee
- Krzysztof Zanussi
- Giuliano Montaldo
- John Turturro
- Margarethe von Trotta
- Gabriele Salvatores
- Peter Greenaway

Sono inoltre stati membri del comitato d'onore permanente Mario Monicelli, Carlo Rambaldi, Carlo Lizzani, Ken Adam e Abbas Kiarostami.

## Albo d'oro

### XVIIII edizione - 2021
- Miglior Lungometraggio: Mr Motor di Amy Mi
- Menzione speciale: Erotica 2022 - 5 different story di Anna Kazejak, Anna Jadowska, Kasia Adamik, Jagoda Szelc e Olga Chajdas
- Miglior Cortometraggio: El silencio del Rio di Francesca Canepa
- Sezione speciale Location Negata: Admiral Tchumakov di Laurier Fourniau e Arnaud Alberola
- Menzione speciale: The criminals di Serhat Karaaslan
- Premio giuria giovane: Fibonacci di Tomáš Hubáček
- Menzione speciale: Stanbrook di Óscar Bernàcer
- Sezione Scenari Campani: Le conseguenze dell'attore - Il piccolo Michele Esposito di Daniele Chiariello e Pierfrancesco Cantarella
- Menzione speciale: Sic Est di Flavio Ricci
- Miglior Regia: Roy Krispel per Abu Omar
- Miglior Fotografia: Maura Morales Bergmann per Io sono Vera di Beniamino Catena
- Miglior Scenografia: Valto Baltzar e Maria Jännesn per Le cafè de mes souvenirs di Valto Baltzar
- Ischia Film Award alla carriera a Oliver Stone
- Ischia Film Award alla carriera a Allan Starski
- Ischia Film Award alla carriera a Barbara Bouchet

### XVIII edizione - 2020
- Ischia Film Award al miglior Lungometraggio: Eastern di Piotr Adamski
- Premio Castello Aragonese alla miglior Regia: Piotr Adamski per il film  Eastern
- Premio Epomeo alla miglior Fotografia: Chris Hirschhäuser per il film  Toprak
- Premio Aenaria alla miglior Scenografia: Leonardo Scarpa per il film Effetto domino
- Ischia Film Award al miglior Cortometraggio: Inverno di Giulio Mastromauro
- Menzione speciale: Il congedo di Edoardo Winspeare
- Ischia Film Award Location Negata: El infierno di Raúl de la Fuente Calle
- Menzione speciale: Bruxelles-Beyrouth di Thibaut Wohlfahrt e Samir Youssef
- Ischia Film Award Animazione: La grande onda di Francesco Tortorella
- Menzione speciale: Song sparrow di Farzaneh Omidvarnia
- Ischia Film Award Scenari Campani: Il corridoio delle farfalle di Andrea Canova e Claudia Brignone
- Menzione speciale: L'immigrato di Sophia Capasso
- Ischia Film Award alla carriera a Sergio Rubini

### XVI edizione - 2019
- Ischia Film Award al miglior lungometraggio: Club de Jazz di Esteban Insausti
- Premio Castello Aragonese alla miglior Regia: Josh Melrod per il film Major Arcana
- Premio Epomeo alla miglior Fotografia: Yannis Smaragdis per il film Kazantzakis
- Premio Aenaria alla miglior Scenografia: Pippo Mezzapesa per il film Il bene mio
- Ischia Film Award al miglior Cortometraggio: Cold Fish di David Hay
- Menzione speciale: Man Stands Still di David Lindinger
- Ischia Film Award Location Negata: Selfie di Agostino Ferrente
- Menzione speciale a Aleppo: The silence of the war di Amir Osanlou
- Ischia Film Award al miglior Documentario: A family in the sinkhole di Zubiao Yao
- Premio BPER al miglior film categoria Scenari Campani: Un giorno all'improvviso di Ciro D'Emilio
- Ischia Film Festival Award ad Alessandro Borghi
- Ischia Film Award alla carriera a Michele Placido
- Ischia Film Award alla carriera a Valerio Mastandrea

### XVI edizione - 2018
- Ischia Film Award al miglior Lungometraggio: ll Cratere di Silvia Luzi e Luca Bellino
- Premio Castello Aragonese alla miglior Regia: Laura Amelia Guzmàn e Israel Cardénas per il film Sambà
- Premio Epomeo alla miglior Fotografia: Daniel Leo per il film Man Proposes, God Disposes
- Premio Aenaria alla miglior Scenografia: Monica de Moya per il film Sambà
- Premio SonyATV per la migliore colonna sonora  in un film italiano: Il Cratere di Luca Bellino e Silvia Luzi
- Ischia Film Award al miglior Cortometraggio: Domesticado di Juan Francisco Viruega
- Menzione speciale a: Call me Alvy di Alexei Slater
- Premio SonyATV per la migliore colonna sonora in un Cortometraggio: Eyes di Maria Laura Moraci
- Ischia Film Award Location Negata: Happy Today di Giulio Tonincelli
- Ischia Film Award al miglior Documentario: Burkinabè Rising: the art of resistance in Burkina Faso di Iara Lee
- Menzione speciale a: Aperti al pubblico di Silvia Bellotti
- Premio BPER al miglior film categoria Scenari Campani: Je sò pazzo di Andrea Canova
- Menzione speciale a: La Fortezza di Stefano Russo
- Ischia Film Festival Audience Award: Prima che la notte di Daniele Vicari

### XV edizione - 2017
- Ischia Film Award al miglior Lungometraggio: Immortality di Mehdi Fard Ghaderi
- Premio Castello Aragonese alla migliore Regia: Alessandro Aronadio per il film Orecchie
- Premio Epomeo alla Fotografia: Rocco Marra e Roberta Allegrini per il film Caina
- Premio Aenaria alla migliore Scenografia: George Thomson per il film Le Monde dont on rêve n’existe pas
- Ischia Film Award al miglior Cortometraggio: #Selfie di David M. Lorenz
- Menzione speciale a: Il Silenzio di Farnoosh Samedi e Ali Asgari, The Transfer di Michael Grudsky
- Ischia Film Award al miglior Documentario: Unwanted Heritage di Irena Skoric
- Menzione speciale a: Un Altro Me di Claudio Casazza
- Premio Bayer Location Negata: The Invisible City (Kakuma) di Lieven Corthouts
- Menzione speciale a: Marco D’Amore per l’interpretazione del corto Uomo In Mare di Emanuele Palamara
- Premio Augustus Color nell’ambito della sezione Location Negata: Mary Mother di Sadam Wahid

### XIV edizione - 2016
- Miglior Lungometraggio: Bella e perduta di Pietro Marcello
- Miglior Documentario: A Quest for Meaning di Nathanail Coste e Marc De La Ménardière
- Menzione speciale: When we talk about KGB di Maxì Dejoie e Virginja Vareikytè
- Miglior Cortometraggio: Milky Brother di Vahram Mkhitaryan
- Menzione speciale: Patriot di Eva Riley e Respiro di Andrea Brusa e Marco Scotuzzi
- Sezione speciale Location Negata: Coming and Going di Tianlin Xu
- Menzione speciale: Il Successore di Mattia Epifani e Kivalina di Gina Abatemarco
- Miglior Regia: Pietro Marcello per Bella e perduta
- Miglior Fotografia: Pietro Marcello e Salvatore Landi per Bella e perduta
- Miglior Scenografia: Menuka Rai per Kalo Pothi
- Riconoscimento alla carriera alla regista Margarethe von Trotta

### XIII edizione - 2015
- Miglior Lungometraggio: 1000 Rupee Note di Shrihari Sathe
- Miglior Documentario: Naked di Zekeriya Aydoğan
- Menzione speciale: Waiting for the (T)rain di Simon Panay
- Miglior Cortometraggio: Los Huesos del Frio di Enrique Leal
- Menzione speciale: Pomegranate is the Fruit of Paradise di Teymour Gadheri
- Sezione speciale Location Negata: Les Messagers di Hélène Crouzillat e Laetitia Tura
- Menzione speciale: La cella zero di Salvatore Esposito
- Miglior Regia a Edoardo De Angelis per Perez.
- Miglior Fotografia a Branko Cahunper The Bridge at the End of the World di Branko Istvancic
- Riconoscimento alla carriera al regista Pasquale Squitieri

### XII edizione - 2014
- Miglior Documentario: The silent chaos di Antonio Spanò
- Menzione speciale: L'uomo sulla luna di Giuliano Ricci
- Miglior Cortometraggio: America di Alessandro Stevanon
- Menzione speciale: Sassiwood di Antonio Andrisani e Vito Cea
- Sezione speciale Location Negata: Lucciole per lanterne di Stefano Martone e Mario Martone
- Miglior Regia a Matti Ijäs per Things we do for love
- Miglior Fotografia a Xi Wei per Ashes to ashes di Wu Qing
- Riconoscimento alla carriera al regista Amos Gitai

### XI edizione - 2013
- Miglior Documentario: La guerra dei vulcani di Francesco Patierno
- Menzione speciale: Anija di Roland Sejko
- Menzione speciale: Lovebirds di Giampaolo Bigoli
- Miglior Cortometraggio: Margherita di Alessandro Grande
- Sezione speciale Location Negata: L'alfabeto del fiume di Giuseppe Carrieri
- Menzione speciale: Dell'arte della guerra di Luca Bellino e Silvia Nuzzi
- Miglior Regia a Abbas Kiarostami per Qualcuno da amare
- Miglior Scenografia a Rossella Guarna per 11 settembre 1683
- Miglior Fotografia a Arnaldo Catinari per Viaggio sola
- Foreign Award a Donald Rosenfeld per Effie, scritto da Emma Thompson
- Premio Plinius al canale Sky Diva Universal per la serie Downton Abbey, scritta da Julian Followes
- Ischia Film Award ai registi Billie August e Benoit Jacquot
- Riconoscimento alla carriera all'attore Jean Sorel
- Premio Italia Film Commission: L'Intervallo di Leonardo Di Costanzo
- Ischia nel mondo Film Award al regista Leonardo Di Costanzo

### X edizione - 2012
- Miglior Documentario: Le Bonheur di Laurent Hasse
- Miglior Cortometraggio: Oroverde di Pierluigi Ferrandini
- Menzione speciale: Damiano - Al di là delle nuvole iniziano i sogni di Giovanni Virgilio
- Sezione speciale Location Negata: Dashnamoure di Levon Minasian
- Menzione speciale: (R)esistenza di Francesco Cavaliere
- Miglior Regia a Paolo Genovese per Immaturi - Il viaggio
- Miglior Scenografia a Marta Maffucci per Diaz - Don't clean up this blood
- Miglior Fotografia a Terry Stacey per Il pescatore di sogni
- Foreign Award a Michale Schwartz per la seconda serie dei Borgia e Marcantonio Borghese per Hotaru no Hikari (ex aequo)
- Premio Plinius a David Nichols e Francesco Marras per l'attività svolta da "Cineroma"
- Premio Italian Film Commission: La bella addormentata di Marco Bellocchio

### IX edizione - 2011
- Miglior Documentario: Paradiso di Alessandro Negrini
- Miglior Cortometraggio: ex aequo per Garagouz di Abdenour Zahzah e Loose change di Philip Botti
- Sezione speciale Location Negata: Aprilis Suskhi di Tornike Bziava
- Menzione speciale: Ageroland di Carlotta Cerquetti
- Menzione speciale: Le white di Simona Risi
- Premio Augustus Color all'impegno sociale a Mario Piredda per Io sono qui
- Miglior Regia a Eugenio Cappuccio per Se sei così ti dico sì
- Miglior Opera Prima a Alice Rohrwacher per Corpo Celeste
- Miglior Scenografia a Roberto De Angelis per La vita facile
- Miglior Fotografia a Carlo Varini per Hitler a Hollywood
- Foreign Award a Woody Allen per Bop Decameron
- Ciak di Corallo al regista Pupi Avati

### VIII edizione - 2010
- Miglior Documentario: Mi vida con Carlos di Germàn Berger Hertz
- Miglior Cortometraggio: Habibi di Davide Del Degan
- Sezione speciale Location Negata: Rouge Nowa Huta di Blandine Huk e Frederic Cousseau
- Menzione speciale: La bocca del lupo di Pietro Marcello
- Menzione speciale: La balancoire di Christophe Hermans
- Miglior Regia a Giorgio Diritti per L’uomo che verrà
- Miglior Scenografia a Giancarlo Basili per L’uomo che verrà
- Miglior Fotografia a Pierluigi Piredda per L’uomo fiammifero
- Foreign Award al produttore esecutivo Enzo Sisti per The american
- Ciak di Corallo al regista Pavel Lounguine

### VII edizione - 2009
- Miglior Documentario: Rumore Bianco di Alberto Fasulo
- Miglior Cortometraggio: Microfisica di Juan Carlos Martorell
- Sezione speciale Location Negata: The Blood of Kouan Kouan di Yorgos Avgeropoulos
- Menzione speciale: Northern light di Sergeji Loznitsa
- Menzione speciale: La preda di Francesco Apice
- Miglior Regia a Eduardo Winspeare per I Galantuomini
- Miglior Scenografia a Lino Fiorito per Il Divo
- Miglior Fotografia a Tommaso Borgstrom per La Casa sulle nuvole
- Foreign Award al regista Mark Forster per Quantum of Solance
- Ciak di Corallo al regista Abel Ferrara

### VI edizione - 2008
- Miglior Documentario: Lost Holiday di Lucie Králová
- Miglior Cortometraggio: Eau boy di Eric Gravel
- Sezione speciale Location Negata: Angels Die in the Soil di Babak Amini
- Menzione speciale: Salvador di Abdelatif Hwidar
- Menzione speciale: Feet Unbound di Khee-Jin Ng
- Foreign Award al regista Ron Howard per Angeli e Demoni
- Ciak di Corallo allo scenografo Osvaldo Desideri

### V edizione - 2007
- Miglior Lungometraggio in pellicola: Cinema, aspirinas e urubu di Marcelo Gomes
- Miglior Lungometraggio in digitale: Rebelde di Ferdinando Bruno
- Miglior Documentario: Onibus di Augusto Contento
- Miglior Cortometraggio: Meridionali senza filtro di Michele Bia
- Miglior Regia a Daniel Vigne per Jean de La Fontaine
- Miglior Scenografia a Mohsen Makhmalbaf per Viaggio in India
- Miglior Fotografia a Ennio Guarnieri per Il sole nero
- Menzione speciale: Posa Cisza di Piotr Riczo
- Menzione speciale: Il lato sbagliato del ponte di Giorgio Carella e Paolo Cognetti
- Ciak di Corallo al regista Giuliano Montaldo

### IV edizione - 2006
- Miglior Lungometraggio Italiano: Quando i bambini giocano in cielo di Lorenzo Hendel
- Miglior Lungometraggio Straniero: Il cane giallo della Mongolia di Byambasuren Davaa
- Miglior Documentario: Locating little wing di Francesco Castellani
- Miglior Cortometraggio: Foku. Fuoco sporco di Claudio Bozzatello
- Miglior Regia a Marco Bellocchio per Il regista di matrimoni
- Miglior Scenografia a Yves Bernard per Viaggio alla Mecca
- Miglior Fotografia a Pasquale Mari per Tre giorni di anarchia
- Menzione Speciale: Come a Cassano di Pippo Mezzapesa
- Menzione Speciale: Tamang di Guido Freddi
- Menzione Speciale per il montaggio: Quando i bambini giocano in cielo di Lorenzo Hendel
- Foreign Award a 007 Casinò Royale di Martin Campbell
- Ciak di Corallo al regista Krzysztof Zanussi

### III edizione - 2005
- Miglior Lungometraggio Italiano: Saimir di Francesco Munzi
- Miglior Lungometraggio Straniero: La storia del Cammello che piange di Luigi Falomi e Byambasuren Davaa
- Miglior Documentario: I Ragazzi della Panaria di Nello Correale
- Menzioni speciali: Appunti Romani di Marco Bertozzi
- Miglior Cortometraggio: Capolinea di Mario Cosentino
- Menzioni speciali: Puoi chiamarmi Virgilio di Marco Carlucci
- Miglior Regia a Catherine McGilvray per L’Iguana
- Miglior Scenografia a Dedlef Provvedi per Cowgirl
- Miglior Fotografia a Paolo Bravi per Tartarughe sul dorso
- Ciak di Corallo al Premio Oscar Vittorio Storaro
- Foreign Award: Decameron di David Leland

### II edizione - 2004
- Miglior Lungometraggio Italiano: Il Paradiso all’improvviso di Leonardo Pieraccioni
- Miglior Lungometraggio Straniero: Donau di Goran Rebic
- Miglior Documentario: Ritorno a Kurumuny di P. Cannizzaro
- Miglior Cortometraggio: Peperoni di Giuseppe Gagliardi
- Miglior Regia a Dagur Kari per Noi Albinoi
- Miglior Scenografia a Katherina Woppermann per Donau
- Miglior Fotografia a Alessio Gelsini per Pontormo
- Ciak di Corallo a Shaila Rubin
- Foreign Award: The Life Acquatic of Steve Zissou di Wes Anderson
- Italia Città Cinema a Walter Veltroni
- Premio Plinius all’Istituto Luce per i Cinegiornali

### I edizione - 2003
- Miglior Lungometraggio: Respiro di Emanuele Crialese
- Miglior Documentario: Cuore Napoletano di Paolo Santoni
- Miglior Cortometraggio: Ficarigna di Sophie Chiariello
- Miglior Regia a Francesco Patierno per Pater Familias
- Miglior Scenografia a Paola Peraro per L’isola
- Miglior Fotografia a Mauro Marchetti per Pater familias
- Ciak di Corallo al Premio Oscar Sir Ken Adam
- Foreign Award: The Passion di Mel Gibson

## Giurie
- 2021 GIURIA LUNGOMETRAGGI: Karin Hoffinger - Emanuela Martini - Zlatko Vidackovic - GIURIA LOCATION NEGATA: Massimo Gaudioso - Alberto Rizzi - Tommaso Strinati - GIURIA CORTOMETRAGGI E SCENARI CAMPANI: Alessia Barela - Emanuele Palamara - Antonio Spagnuolo
- 2020 GIURIA LOCATION NEGATA: Oscar Cosulich - Massimo Gaudioso - Tommaso Strinati - GIURIA SCENARI CAMPANI E CORTOMETRAGGI: Fabio De Caro - Emanuele Palamara - Ignazio Senatore - GIURIA LUNGOMETRAGGI: Karin Hoffinger - Emanuela Martini - Zlatko Vidackovic
- 2019 Pietro Marcello - Corrado Fortuna - Peppino Mazzotta - Giorgio Gosetti - Sanya Borisova - Luca Bellino - Silvia Luzi - Stefano Russo - Laura Aimone - Riccardo Betteghella - Bruno Galasso - Andrea Di Maria - Fernanda Pinto - Daniele Pugliese - GIURIA GIOVANE: Claudio Cervera, Davide Laezza, Chiara Pilato, Ester Scotti, Giulia Scotti, Piero Barbieri e i ragazzi del Forum Giovani - Comune di Ischia
- 2018 Laura Bispuri - Vinicio Marchioni - Andriy Khalpakhci - Tonino Zera -Tony D'Angelo - Milena Mancini - Antonello Piroso - Lorenzo Buccella - Mehdi Fard Ghaderi - GIURIA GIOVANE: Forum Giovani - Comune di Ischia
- 2017 Gianni Canova - Daniela Ciancio - Franco Dassisti - Krzysztof Zanussi - Miguel Barros - Dagmar Jacobsen
- 2016 Marco Palvetti - Lillo Petrolo - Giuseppe Colella - Margarethe von Trotta - Catherine Dussart - Anjorka Strechel
- 2015 Maurizio Di Rienzo - Maurizio Braucci - Christoph Thoke - Marco Pistoia - Gianfranco Pannone - Marzia Mete
- 2014 Giovanni Esposito - Roland Sejko - Jaean Emanuel Martinez - Arnaldo Catinari
- 2013 Vittorio Giacci - Giuliana Muscio - Chiara Martegiani - Antonio Capellupo
- 2012 Linde Frohilich - Alessandro Signetto - Alberto Castellano - Bruno Amalfitano
- 2011 Lorenzo Baraldi - Anna Pavignano - Eduardo Winspeare - Boris Sollazzo
- 2010 Andrè Ceuterik - Maurizio Sciarra - Leonardo Di Costanzo - Costanza Quatriglio
- 2009 Carlotta Ercolino - Federico Pontiggia - Francesco Patierno - Andreas Eicher
- 2008 Mattia Sbragia - Amedeo Fago - Francesco Munzi - Francesco Alò
- 2007 Andrea Piersanti - Umberto Massa - Maria Stella Taccone - Elisabetta Arnaboldi - Giuseppe Gagliardi - Chiara Omero
- 2006 Gabriella Cristiani - Mario Orfini - Antonietta De Lillo - Mario Brenta - Paola Martini - Enrico Lo Verso
- 2005 Carlo Lizzani - Vittorio Giacci - Gianfranco Pannone - Osvaldo Desideri - Piero Cannizzaro
- 2004 Enzo Sisti - Francesco Frigeri - Ennio Guarnieri - Vincenzo Marra - Rean Mazzone - Valerio Nataletti - Galliano Passerini
- 2003 Carlo Rambaldi - David Turchi - Donatella Francucci - Francesco Castellani - Bruno Amalfitano - Andrea Crisanti

## Mercato
Dal 2005 ogni anno all'interno dell'Ischia Film Festival si svolge la Borsa Internazionale delle Location e del Cineturismo (BILC) un evento dedicato all'incontro tra operatori del Cinema e del Turismo. Negli anni il nome dell'evento si è evoluto o trasformato ma i contenuti sono rimasti immutati. La quattordicesima edizione della BILC si è tenuta nel luglio 2018

## Edizioni

### XVIIII edizione - 2021

#### Lungometraggi in concorso
- Abu Omar (Israele e Francia, 2020 – ANTEPRIMA ITALIANA) di Roy Krispel
- Le Café de mes souvenirs (Finlandia, 2020 – ANTEPRIMA ITALIANA) di Valto Baltzar
- Echoes of the Empire: Beyond Genghis Khan (Stati Uniti, 2021 – ANTEPRIMA ASSOLUTA) di Robert H. Lieberman
- Erotica 2022 (Polonia, 2020 – ANTEPRIMA INTERNAZIONALE) di Anna Kazejak, Anna Jadowska, Kasia Adamik, Jagoda Szelc e Olga Chajdas
- Io sono Vera (Italia, 2020) di Beniamino Catena
- Mr. Motor (Cina, 2020 – ANTEPRIMA ASSOLUTA) di Hehe Mi
- Pozzis, Samarcanda (Italia, 2021 – ANTEPRIMA ITALIANA) di Stefano Giacomuzzi
- Regina  (Italia, 2020) di Alessandro Grande
- Sombra (Portogallo, 2021 – ANTEPRIMA ITALIANA) di Bruno Gascon

#### Cortometraggi in concorso
- Al-sit (Sudan, 2020) di Suzannah Mirghani
- Being my mom (Italia, 2020) di Jasmine Trinca
- The cloud is still there (Malesia, 2020) di Mickey Lai
- Due feriscono, tre guariscono (Italia, 2020 – ANTEPRIMA ITALIANA) di Elisa Baccolo, Daniele De Stefano, Martina Lioi, Walter Molfese e Beatrice Surano
- Fibonacci (Repubblica Ceca, 2020 – ANTEPRIMA ITALIANA) di Tomáš Hubáček
- The God (Corea del nord, 2020 – ANTEPRIMA INTERNAZIONALE) di Shim Ik Tae
- His death (Israele, 2020 – ANTEPRIMA EUROPEA) di Avishai Sivan
- Là dove la notte (Italia, 2020) di Francesco Filippini
- Mezzanotte (Italia, 2020) di Giuseppe Carrieri
- Return to Toyama (Francia, 2020 – ANTEPRIMA ITALIANA) di Atsushi Hirai
- Shakira (Francia, 2020 – ANTEPRIMA ITALIANA) di Noémie Merlant
- El silencio del rio (Perù, 2020) di Francesca Canepa
- Stanbrook (Spagna, 2020 – ANTEPRIMA ITALIANA) di Óscar Bernàcer
- Talker (Iran, 2020) di Mehrshad Ranjbar
- Talking dreams (Italia, 2020) di Bruno Rocchi
- Zheng (Italia, 2020) di Giacomo Sebastiani

#### Location Negata
- Admiral Tchumakov (Belgio / Francia, 2021 - ANTEPRIMA INTERNAZIONALE) di Laurier Fourniau e Arnaud Alberola
- Aylesbury Estate (Italia, 2020) di Carlotta Berti
- The criminals (Francia / Turchia / Romania, 2021 – ANTEPRIMA ITALIANA) di Serhat Karaaslan
- Dajla: cine y olvido (Spagna, 2020) di Arturo Dueñas
- Days of ignorance (Iran, 2021 – ANTEPRIMA EUROPEA) di Abolfazl Tajik
- Hakamada - The longest-held man in deathrow (Australia, 2020 – ANTEPRIMA ITALIANA) di Louis Dai
- Magnifiche sorti e progressive (Italia, 2020) di Claudio Di Mambro, Luca Mandrile e Umberto Migliaccio
- Mila (Stati Uniti / Italia / Canada / Regno Unito - 2021) di Cinzia Angelini
- Movida (Italia, 2020) di Alessandro Padovani
- On island west (Regno Unito, 2021 – ANTEPRIMA ASSOLUTA) di Carolyn Saunders
- Sapelo (Svizzera, 2020) di Nick Brandestini
- Shakwa (Libano, 2020 – ANTEPRIMA ITALIANA) di Farah Shaer
- Shero (Italia, 2021) di Claudio Casale
- The Vatican (Argentina, 2020 – ANTEPRIMA ITALIANA) di Gonzalo Almeida
- The visit (Iran, 2020) di Azadeh Moussavi
- What we don’t know about Mariam (Egitto, 2021 – ANTEPRIMA ITALIANA) di Morad Mostafa

#### Scenari Campani
- Al lupo cattivo (Italia, 2021 – ANTEPRIMA ASSOLUTA) di Chiara Tarfano e Ilaria Luperini
- L’ardore dei timidi (Italia, 2021 – ANTEPRIMA ASSOLUTA) di Antonio Vladimir Marino
- Clarus (Italia, 2021 – ANTEPRIMA ASSOLUTA) di Michele Schiano
- Le conseguenze dell'attore - Il piccolo Michele Esposito (Italia, 2021 – ANTEPRIMA ASSOLUTA) di Daniele Chiariello e Pierfrancesco Cantarella
- Estate Povera (Italia, 2020 – ANTEPRIMA ITALIANA) di Andrea Piretti
- Frammenti (Italia, 2021 – ANTEPRIMA ASSOLUTA) di Boris Molinaro
- Sic Est (Italia, 2021 – ANTEPRIMA ASSOLUTA) di Flavio Ricci

#### Best of
- 200 metri (Palestina, 2020) di Ameen Nayfeh
- Black Parthenope (Italia / Spagna, 2021) di Alessandro Giglio
- Calibro 9 (Italia / Belgio, 2021) di Toni D'Angelo
- Cosa sarà (Italia, 2020) di Francesco Bruni
- Est - Dittatura last minute (Italia, 2021) di Antonio Pisu
- Guida romantica a posti perduti (Italia / Stati Uniti, 2020) di Giorgia Farina
- Lacci (Italia, 2020) di Daniele Luchetti
- Quo vadis, Aida? (Bosnia ed Erzegovina / Austria / Romania / Paesi Bassi / Germania /Polonia / Francia / Norvegia / Turchia, 2021) di Jasmila Žbanić
- Security (Italia, 2021) di Peter Chelsom
- Tutti per Uma (Italia, 2021) di Susy Laude
- L'ultimo paradiso (Italia, 2021) di Rocco Ricciardulli

#### Proiezioni Speciali
- Any given Sunday (Stati Uniti, 1999) di Oliver Stone
- Arca Russa (Russia / Germania, 2002) di Aleksandr Sokurov
- Oliver Twist (Stati Uniti / Regno Unito, 2005) di Roman Polański
- Oplontis (Italia, 2021) di Alessandro D’Alatri

#### Scenari fuori concorso
- 27 Marzo 2020 (Italia, 2020) di Alessandro Haber
- Accàmora (Italia, 2020) di Emanuela Muzzupappa
- Al Dio ignoto (Italia, 2020) di Rodolfo Bisatti
- The boat and the river (Brasile, 2020 – ANTEPRIMA ITALIANA) di Bernardo Ale Abinader
- The Bride of  flood (Iran, 2021 – ANTEPRIMA ASSOLUTA) di Zia Hatami
- Da Yie (Ghana, 2020) di Anthony Nti
- Echo (Turchia, 2020 – ANTEPRIMA ITALIANA) di Hazal Kara e Sezin Ertek
- Fatum (Tunisia, 2019 – ANTEPRIMA ITALIANA) di Mohamed Ali Nahdi
- Il fiore in bocca (Italia, 2021 – ANTEPRIMA ITALIANA) di Andrea Settembrini e Valeria Civardi
- Fires in the dark (Francia, 2020) di Lienhard Dominique
- Flashdrive (Turchia, 2020 – ANTEPRIMA ITALIANA) di Dervis Zaim
- Goads (Grecia, 2020) di Iris Baglanea
- High maintenance - The life and work of Dani Karavan (Israele / Polonia, 2020) di Barak Heymann
- I am afraid to forget your face (Egitto / Francia / Belgio / Qatar, 2020) di Sameh Alaa
- In my dream (Turchia, 2020) di Murat Çeri
- It’s alright (Lituania, 2020 – ANTEPRIMA ITALIANA) di Jorūnė Greičiūtė
- I won’t remain alone (Iran, 2021 – ANTEPRIMA EUROPEA) di Yaser Talebi
- King of ravens (Germania, 2020 – ANTEPRIMA ITALIANA) di Piotr J. Lewandowski
- The last bee (Francia, 2020 – ANTEPRIMA ITALIANA) di Léa Triboulet
- Male Fadàu (Italia, 2020) di Matteo Incollu
- Marty's Calling (Stati Uniti, 2020 – ANTEPRIMA EUROPEA) Toni de Palma
- La materia non conta (Croazia, 2020 – ANTEPRIMA INTERNAZIONALE) di Pierre Commault
- May I have this seat? (Pakistan, 2021) di Tabish Habib
- Orfani del sonno (Italia, 2020) di Chiara Rigione
- Ricordo di una città (Italia, 2021 – ANTEPRIMA ASSOLUTA) di Camilla Marcotulli
- Se ti abbraccio non aver paura (Italia, 2020) di Niccolò Maria Pagani
- Shifting Sands (Myanmar, 2021 – ANTEPRIMA ASSOLUTA) di May Thyn Kyi
- Sombra do mar (Spagna, 2020) di Sergio Pereda
- The song of sin (Francia, 2020 – ANTEPRIMA ITALIANA) di Khalid Maadour
- Stephanie (Belgio, 2020) di Leonardo van Dijl
- Tre Visi (Italia, 2021 – ANTEPRIMA ASSOLUTA) di Stefano Pesce
- Two is a magic number (Germania, 2020 – ANTEPRIMA ITALIANA) di Holger Borggrefe e Stefan Hering
- L’uomo del mercato (Italia, 2020) di Paola Cireddu

### XVIII edizione - 2020

#### Lungometraggi in concorso
- La casa de los conejos (Argentina, 2020 - ANTEPRIMA EUROPEA) di Valeria Selinger
- Eastern (Polonia, 2019 - ANTEPRIMA ITALIANA) di Piotr Adamski
- Effetto domino (Italia, 2019) di Alessandro Rossetto
- Fated hearts (Turchia, 2019 - ANTEPRIMA EUROPEA) di Elif Akarsu Polat e Cigdem Bozali
- Kömür (Iran - Francia, 2019 - ANTEPRIMA EUROPEA) di Esmaeel Monsef
- Reunion (Bulgaria, 2019 - ANTEPRIMA ITALIANA) di Niki Iliev
- La soledad de los huesos (Argentina, 2019 - ANTEPRIMA EUROPEA) di Alfredo Lichter
- Toprak (Turchia, 2020 - ANTEPRIMA EUROPEA) di Sevgi Hirschhäuser
- Weightlessness (Iran, 2019 - ANTEPRIMA ITALIANA) di Mehdi Fard Ghaderi

#### Cortometraggi in concorso
- Anche gli uomini hanno fame (Italia, 2019 - ANTEPRIMA ITALIANA) di Francesco Lorusso, Gabriele Licchelli e Andrea Settembrini
- Anna (Ucraina - Israele - Regno Unito, 2019) di Dekel Berenson
- Ape regina (Italia, 2019) di Nicola Sorcinelli
- Il congedo (Italia, 2020 - ANTEPRIMA MONDIALE) di Edoardo Winspeare
- Dreamless sleep (Iran, 2020 - ANTEPRIMA MONDIALE) di Foad Asadi
- Fram (Finlandia, 2019 - ANTEPRIMA ITALIANA) di Thomas Freundlich e Valtteri Raekallio
- Heimaey (Home island) (Italia, 2019) di Sonia Ladidà Schiavone
- The hunter (Corea, 2019 – ANTEPRIMA ITALIANA) di Jero Yun
- Inverno (Italia, 2020) di Giulio Mastromauro
- Lugar algum (Brasile, 2019 - ANTEPRIMA ITALIANA) di Gabriel Amaral
- Mighty (Stati Uniti, 2019 - ANTEPRIMA EUROPEA) di Lola Glaudini
- Milk (Nuova Zelanda, 2019) di Pennie Hunt
- The oceans are the real continents (Italia, 2019) di Tommaso Santambrogio
- The other (India, 2020 - ANTEPRIMA ITALIANA) di Saman Hosseinpour e Ako Zandkarimi
- Stunned, I remain alert (Brasile, 2020 - ANTEPRIMA ITALIANA) di Lucas H. Rossi dos Santos e Henrique Amud
- The swing (Kirghizistan, 2019 - ANTEPRIMA EUROPEA) di Samara Sagynbaeva
- Il vaccino (Italia, 2020 - ANTEPRIMA MONDIALE) di Edoardo Ferraro
- Weekend (Iran, 2019 - ANTEPRIMA ITALIANA) di Ario Motevaghe

#### Location Negata
- The absence (Iran, 2019 - ANTEPRIMA ITALIANA) di Fatemeh Zolfaghari
- All eyes on the Amazon (Paesi Bassi, 2019 - ANTEPRIMA EUROPEA) di Andrea Marinelli
- Bruxelles-Beyrouth (Belgio/Francia, 2019 - ANTEPRIMA ITALIANA) di Thibaut Wohlfahrt e Samir Youssef
- Compagni di viaggio (Italia, 2019) di Sara De Martino
- Henet ward (Egitto, 2020 - ANTEPRIMA ITALIANA) di Morad Mostafa
- Icemeltland park (Italia/Regno Unito, 2020 - ANTEPRIMA MONDIALE) di Liliana Colombo
- In this land we’re briefly ghosts  (Stati Uniti, 2019 - ANTEPRIMA ITALIANA) di Chen-Wen Lo
- El infierno (Spagna, 2019 - ANTEPRIMA ITALIANA) di Raúl de la Fuente Calle
- Il muro bianco (Italia, 2020 - ANTEPRIMA ITALIANA) di Andrea Brusa e Marco Scotuzzi
- The old man and the singer (Iran, 2019 - ANTEPRIMA ITALIANA) di Amir Osnalou
- Pizza boy (Italia, 2019) di Gianluca Zonta
- Safety (Stati Uniti, 2019 - ANTEPRIMA ITALIANA) di Fabrice Joubert
- Schiavonea (Italia, 2020 – ANTEPRIMA MONDIALE) di Natalino Zangaro
- A simple life (Grecia/Stati Uniti/Germania, 2019) di Myrto Papadogeorgou e Robert Harding Pittman
- Sycamore (Turchia, 2019) di Mehmet Tığlı
- When mom is gone (Turchia, 2020 - ANTEPRIMA MONDIALE) di Zeynep Gulru Kececiler

#### Animazione
- Arturo e il gabbiano (Italia, 2019) di Luca Di Cecca
- Butterflies in Berlin - Diary of a soul split in two (Germania - Italia, 2019) di Monica Manganelli
- Dodici minuti di pioggia (Italia, 2019) di Juan Pablo Etcheverry e Fabio Teriaca
- La grande onda (Italia, 2019) di Francesco Tortorella
- Makun (No llores): Dibujos en un C.I.E. (Spagna, 2019 - ANTEPRIMA ITALIANA) di Emilio Martí López
- The music box (Canada, 2019) di Joe Chang
- Song sparrow (Iran, 2019) di Farzaneh Omidvarnia

#### Scenari Campani
- Il corridoio delle farfalle (Italia, 2020 - ANTEPRIMA MONDIALE) di Andrea Canova e Claudia Brignone
- Fame (Italia, 2020 - ANTEPRIMA MONDIALE) di Giuseppe Alessio Nuzzo
- L'immigrato (Regno Unito, 2020 - ANTEPRIMA ITALIANA) di Sophia Capasso
- Le mani dell'anima (Italia, 2020 - ANTEPRIMA MONDIALE) di Michele Schiano
- The waste trade (Germania, 2019 - ANTEPRIMA ITALIANA) di Katey Wilson

#### Best of
- L’amica geniale. Storia del nuovo cognome (Italia, 2019) di Alice Rohrwacher e Saverio Costanzo Episodio 5
- D.N.A. (decisamente non adatti) (Italia, 2020) di Pasquale Petrolo e Claudio Gregori
- Il grande spirito (Italia, 2019) di Sergio Rubini
- L’immortale (Italia, 2019) di Marco D’amore
- Il Ladro di Cardellini (Italia - ANTEPRIMA MONDIALE) di Carlo Luglio
- 7 ore per farti innamorare (Italia, 2020) di Giampaolo Morelli
- Si muore solo da vivi (Italia, 2020) di Alberto Rizzi
- Il sindaco del Rione Sanità (Italia, 2019) di Mario Martone
- Gli uomini d’oro (Italia, 2019) di Vincenzo Alfieri

#### Proiezioni Speciali
- Kathleen (Irlanda, 2016 – ANTEPRIMA ITALIANA) di Liam O’ Neill

#### Scenari fuori concorso
- All for my mother (Polonia, 2019 - ANTEPRIMA ITALIANA) di Małgorzata Imielska
- Amleto (Italia, 2019) di Tekla Taidelli
- Il carnevale della vita (Italia, 2019) di Laura Aimone
- The flood (Slovenia, 2019 – ANTEPRIMA ITALIANA) di Kristijan Krajnčan
- The innocence (Bangladesh, 2020 –ANTEPRIMA ITALIANA) di Ashraf Shishir
- Isola(Svizzera, 2019 – ANTEPRIMA ITALIANA) diAurelio Buchwalder
- The last headhunters (Italia, 2020 – ANTEPRIMA MONDIALE) di Marco Del Lucchese e Cosimo Gragnani
- La musica è finita (Italia, 2020 – ANTEPRIMA MONDIALE) di Vincenzo Pirozzi
- La preghiera (Giappone, 2020 – ANTEPRIMA MONDIALE) di Kazuya Ashizawa
- Strip and war (Polonia-Bielorussia, 2019 – ANTEPRIMA ITALIANA) di Andrei Kutsila
- Gli ultimi a vederli vivere (Germania, 2019 – ANTEPRIMA ITALIANA) di Sara Summa
- Up to down (Italia, 2019) di Nazareno M. Nicoletti
- Vapor (Turchia, 2020 – ANTEPRIMA MONDIALE) di Emre Birişmen
- Zavera (Romania, 2019 – ANTEPRIMA EUROPEA) di Andrei Gruzsniczki

### XVII edizione - 2019

#### Lungometraggi in concorso
- Allahu Akbar (Stati Uniti, 2019 – ANTEPRIMA EUROPEA) di Farhat Qazi
- Ángela (Colombia, 2019 – ANTEPRIMA MONDIALE) di Agamenon Quintero
- Il bene mio (Italia, 2018) di Pippo Mezzapesa
- Celeste (Australia, 2018) di Ben Hackworth
- Club de jazz (Cuba, 2018) di Esteban Insausti
- Coureur (Belgio e Italia, 2019) di Kenneth Mercken
- Cronofobia (Svizzera, 2018) di Francesco Rizzi
- Fiore Gemello (Italia, 2018) di Laura Luchetti
- In viaggio con Adele (Italia, 2018) di Alessandro Capitani
- Kazantakis (Grecia, 2017 – ANTEPRIMA ITALIANA) di Yannis Smaragdis
- Major Arcana (Stati Uniti, 2018 – ANTEPRIMA ITALIANA) di Josh Melrod
- Rudy Valentino (Italia, 2018) di Nico Cirasola

#### Documentari in concorso
- Burkinabè Bounty: Agroecology in Burkina Faso (Burkina Faso, 2019) di Iara Lee
- El cuarto reino (Stati Uniti, 2019 – ANTEPRIMA ITALIANA) di Alex Lora Cercos
- A Donkey called Geronimo (Germania, 2018 – ANTEPRIMA ITALIANA) di Arjun Talwar
- A family in the Sinkhole (Cina, 2017 – ANTEPRIMA ITALIANA) di Zubiao Yao
- Kobarid (Italia, 2019) di Christian Carmosino Mereu
- Life is but a dream (Italia, 2018) di Margherita Pescetti
- Lost reactor (Germania, 2018 – ANTEPRIMA ITALIANA) di Alexandra Westmeier
- La nostra pietra (Germania/Italia, 2018) di Alessandro Soetje
- Sa femina accabadora, la dama della buona morte (Italia, 2018) di Fabrizio Galatea
- So sempe chille (Italia, 2019 – ANTEPRIMA MONDIALE) di Romano Montesarchio
- Storia dal qui  (Italia, 2018) di Eleonora Mastropietro
- Stupor Mundi (Italia, 2019 – ANTEPRIMA MONDIALE) di Gian Luca Bianco
- Summa (Polonia, 2018 – ANTEPRIMA ITALIANA) di Andrei Kutsila
- Tara’s footprint (Argentina, 2018 – ANTEPRIMA ITALIANA) di Georgina Barreiro

#### Cortometraggi in concorso
- Le avventure di Mr. Food e Mrs. Wine (Italia, 2018) di Antonio Silvestre
- Bosa (Spagna, 2019) di Aitana Serrallet
- Cold fish (Australia, 2018) di David Hay
- The day of duty (Iran, 2018) di Ali Farahani
- Difficult people (Stati Uniti, 2018) di Sohil Vaidya
- Maelstrom (Stati Uniti, 2018 – ANTEPRIMA EUROPEA) di Juhee Jane So
- Man stands still (Austria, 2018 – ANTEPRIMA EUROPEA) di David Lindinger
- Matchstick Willie (Stati Uniti, 2018 – ANTEPRIMA EUROPEA) di D. R. Garrett
- Il mondiale in piazza (Italia, 2018) di Vito Palmieri
- L’ora di porto (Italia, 2018) di Dario Di Viesto
- Rear view mirror (Australia, 2019 – ANTEPRIMA ITALIANA) di jonathan Terence may
- Slaughter (Iran, 2019 – ANTEPRIMA ITALIANA) di Saman Hosseinpuor
- Storia triste di un pugile scemo (Italia, 2018) di Paolo Strippoli
- Vivi la vita (Italia, 2019) di Valerio Manisi e Giovanni Siliberto

#### Location Negata
- Aleppo: The silence of the war (Iran, 2019) di Amir Osanlou
- Anything for the ones we love (Canada, 2019) di Louise Marie Beauchamp
- California (Portogallo, 2018) di Nuno Baltazar
- Children of spring  (Germania, 2019) di Dusan Solomun
- Footstep (Turchia, 2018) di Haydar Demirtas
- Frontiera (Italia, 2018) di Alessandro Di Gregorio
- Mama (Spagna, 2018) di Eduardo Vieitez
- Rwanda (Italia, 2018) di Riccardo Salvetti
- Selfie (Italia, 2019) di Agostino Ferrente
- Silence (Iran, 2018 – ANTEPRIMA EUROPEA) di Mahdi Borjan
- Il sorriso del gatto (Italia, 2019) di Mario Brenta e Karine de Villers
- Strange fish (Italia, 2018) di Giulia Bertoluzzi
- The unsung (Bangladesh, 2018 – ANTEPRIMA ITALIANA) di Md Ashraful Alam

#### Scenari Campani
- Cafèsigaret (Italia, 2019) di Agostino Devastato
- Così in terra (Italia, 2018) di Pier Lorenzo Pisano
- Il diario di Carmela (Italia, 2018) Vincenzo Caiazzo
- Dinosauri (Italia, ANTEPRIMA MONDIALE) di Carlo Guitto
- Flavioh – Tributo a Flavio Bucci (Italia, 2018) di Riccardo Zinna
- Un giorno all’improvviso (Italia, 2018) di Ciro D’Emilio
- La gita (Italia, 2018) di Salvatore Allocca
- In her shoes (Italia, 2019) di Maria Iovine
- Ogni nave ha bisogno di un porto (Italia, 2019 – ANTEPRIMA MONDIALE) di Aldo Zappalà
- O’ p’ nneon (Italia, 2018) di Mauro Di Rosa
- Quelle brutte cose (Italia, 2018) di Loris Giuseppe Nese
- Il toro del Pallonetto – La vera storia di Joe Esposito (Italia, 2018) di Luigi Barletta

#### Riscoperte: alla ricerca di un altro cinema italiano
- Estate violenta (Francia e Italia, 1959) di Valerio Zurlini
- Io la conoscevo bene (Italia, 1965) di Antonio Pietrangeli
- Italiani brava gente (Italia, 1964) di Giuseppe De Santis

#### Retrospettive - Omaggi
Ultimo tango a Parigi (Italia/Francia, 1972) di Bernardo Bertolucci

#### Best of
- Arrivederci Saigon (Italia, 2018) di Wilma Labate
- Bentornato Presidente (Italia, 2019) di Giancarlo Fontana e Giuseppe G. Stasi
- C'è tempo (Italia, 2019) di Walter Veltroni
- Copperman (Italia, 2019) di Eros Puglielli
- Domani è un altro giorno (Italia, 2019) di Simone Spada
- Drive me home (Italia, 2018) di Simone Catania
- Lazzaro Felice (Italia/Svizzera/Francia/Germania, 2018) di Alice Rohrwacher
- Ma cosa ci dice il cervello (Italia, 2019) di Riccardo Milani
- Modalità Aereo (Italia, 2019) di Fausto Brizzi
- Moschettieri del re – La penultima missione (Italia, 2018) di Giovanni Veronesi
- Non ci resta che il crimine (Italia, 2019) di Massimiliano Bruno
- La paranza dei bambini (Italia, 2019) di Claudio Giovannesi
- Ride (Italia, 2018) di Valerio Mastandrea
- Sembra mio figlio (Italia, 2018) di Costanza Quatriglio
- Sulla mia pelle (Italia, 2018) di Alessio Cremonini
- L’uomo che comprò la luna (Italia, 2019) di Paolo Zucca
- Il viaggio di Yao (Francia/Senegal, 2018) di Philippe Godeau
- Il vizio della speranza (Italia, 2018) di Edoardo De Angelis

#### Proiezioni Speciali
- La banda Grossi (Italia, 2018) di Claudio Ripalti
- Goodbye Marilyn (Italia, 2018) di Maria Di Razza
- Una tradizione di famiglia (Italia, 2019) di Giuseppe Cardaci

#### Proiezioni Speciali - Gemellaggio con Pola Film Festival - Omaggio al cinema croato
- Comic Sans (Croazia, 2019 – ANTEPRIMA ITALIANA) di Nevio Marasović
- In the name of Strawberry, the Chocolate and the Holy spirit (Croazia, 2018) di Karla Lulić
- Safe flight (Croazia, 2018 – ANTEPRIMA ITALIANA) di Aldo Tardozzi

#### 7607 Short Selection
- 11 (Italia, 2019) di Piergiorgio Martena
- In the bear (Italia, 2018) di Lilian Sassanelli
- Non è una bufala (Italia, 2018) di Niccolò Gentili e Ignacio Paurici
- Partenze (Italia, 2018) di Nicolas Morganti Patrignani
- Si è sempre fatto così (Italia, 2018) di Alberto Basalluzzo
- Il viaggio di Sarah (Italia, 2018) di Antonio Losito

### XVI edizione - 2018

#### Lungometraggi in concorso
- All she wrote (Bulgaria, 2018) di Niki Iliev
- Chi salverà le rose? (Italia, 2017) di Cesare Furesi
- Hotel Gagarin (Italia, 2018) di Simone Spada
- Il cratere (Italia, 2017) di Luca Bellino e Silvia Luzi
- Kupal (Iran, 2017) di Kazem Mollaie
- L'età imperfetta (Italia, 2017) di Ulisse Lendaro
- Man proposes, God disposes (Canada, 2017) di Daniel Leo
- Odysseya Petra (Russia, 2017) di Anna Kolchina e Alexey Kuzmin-Tarasov
- Sambà (Repubblica Domenicana, 2017) di Laura Amelia Guzmán e Israel Cárdenas
- Stella's last week end (Stati Uniti, 2017) di Polly Draper
- The song of Sway lake (Stati Uniti, 2017) di Ari Gold

#### Documentari in concorso
- A Sniper's War (Stati Uniti, 2017) di Olya Schechter
- Aperti al pubblico (Italia, 2017) di Silvia Bellotti
- Burkinabè rising: the art of resistance in Burkina Faso (Burkina Faso, 2017) di Iara Lee
- Essere Gigione (Italia, 2018) di Valerio Vestoso
- Eu sunt Hercule (Romania, 2017) di Marius Iacob
- Hanaa (Italia, 2017) di Giuseppe Carrieri
- Il mondo o niente (Francia, 2017) di Chiara Caterina
- La jungle (Spagna, 2018) di Yves Dimant e Dani Velázquez
- Le reve de Nikolay (Bulgaria, 2018) di Maria Karaguiozova
- My best - every saint has a past (Regno Unito, 2017) di Luigi Maria Perotti
- My Tourette's (Stati Uniti, 2017) di Alessandro Molatore
- Nimble fingers (Italia, 2017) di Parsifal Reparato
- Rezo (Russia, 2017) di Leo Gabriadze
- The Island (Israele, 2017) di Adam Weingrod
- Un cine en concreto (Argentina, 2017) di Luz Ruciello

#### Cortometraggi in concorso
- A mezzanotte (Italia, 2018 - ANTEPRIMA MONDIALE) di Alessio Lauria
- L’avenir (Italia, 2017) di Luigi Pane
- Bismillah (Italia, 2018) di Alessandro Grande
- Boğaz - Bosphorus (Turchia, 2017 - ANTEPRIMA ITALIANA) di Fatma Belkis e Emre Birismen
- Call Me Alvy (Regno Unito, 2017 - ANTEPRIMA ITALIANA) di Alexei Slater
- Candice (Regno Unito, 2017 - ANTEPRIMA ITALIANA) di George Watson
- Clac! (Francia, 2017) di Fabien Ara
- Desatada (Cile, 2017 - ANTEPRIMA MONDIALE) di Holger Enck
- Domesticado (Spagna, 2018 - ANTEPRIMA ITALIANA) di Juan Francisco Viruega
- Electrochoc (Marocco, 2018 - ANTEPRIMA ITALIANA) di Hicham Ibrahimi
- Engir Draugar (Islanda, 2017) di Ragnar Snorrason
- Eyes (Italia, 2018) di Maria Laura Moraci
- Fruehlingskinder (Germania, 2017 - ANTEPRIMA ITALIANA) di Zara Demet Altan
- Funky Lola (Spagna, 2017) di Julio Mas Alcaraz
- Humming Bird (India, 2018) di Ajitpal Singh
- Irgendwer (Germania, 2017) di Marco Gadge
- Kerata / Shoehorn (Turchia, 2018 - ANTEPRIMA EUROPEA) di Kasım Ördek
- Limit (Iran, 2017) di Javad Daraei
- Marked (Serbia, 2017 - ANTEPRIMA ITALIANA) di Jovan Dopudj
- Octa (Germania, 2018 - ANTEPRIMA ITALIANA) di Filmakademie Baden-Württemberg
- L'Ombra Delle Muciare (Italia, 2017) di Marcello Mazzarella
- La pace dannata (Italia, 2018 - ANTEPRIMA ITALIANA) di Adelaide Dante de Fino
- La Partita (Italia, 2017) di Frank Jerky
- La premiata compagnia Mastrosimone (Italia, 2017 - ANTEPRIMA MONDIALE) di Giovanni Battista Origo
- Unejutud (Estonia, 2018 - ANTEPRIMA MONDIALE) di Yasir Kareem
- Via Lattea (Italia, 2018) di Valerio Rufo

#### Location Negata
- Certe Brutte Compagnie (Italia, 2017) di Guglielmo Poggi
- Chuckwalla (Grecia, 2017) di Korinna Krauss
- La giornata (Italia, 2017) di Pippo Mezzapesa
- Happy Today (Francia - Italia, 2017) di Giulio Tonincelli
- Magic Alps (Italia, 2018) di Andrea Brusa e Marco Scotuzzi
- Nachtschade (Olanda, 2018) di Shady El-Hamus
- The ocean currents brought us in a lovely gift (Indonesia, 2018) di Richard Horner
- Paradiso (Italia, 2017) di Niccolò Gentili e Ignacio Paurici
- Peggie (Italia, 2017) di Rosario Capozzolo
- Il profumo delle stelle (Italia, 2017) di Francesco Felli
- Revenir (to return) (Australia, 2018 - ANTEPRIMA ITALIANA) di David Fedele e Kumut Imesh
- War crime (Nepal, 2017 - ANTEPRIMA ITALIANA) di Gopal Shivakoti
- Che fine ha fatto l’inciviltà? (Italia, 2017) di Delio Colangelo

#### Scenari Campani
- Asciola (Italia, 2017) di Edoardo Sandulli
- Augusto (Italia, 2017) di Giovanni Bellotti
- Camera 431 (Italia, 2017) di Barbara Rossi Prudente
- Così vicini così lontani - oltre il bullismo (Italia, 2017) di Alessandro Varisco
- Da morire (Italia, 2017) di Alfredo Mazzara
- La fortezza (Italia, 2018 - ANTEPRIMA MONDIALE) di Stefano Russo
- Je so' pazzo (Italia, 2018) di Andrea Canova
- Lei (Italia, 2018) di Roberto Bontà Polito
- Liliana (Italia, 2018) di Emanuele Pellecchia
- La Mezzanotte blu (Italia, 2018) di Edoardo Cocciardo
- Il Nostro Limite (Italia, 2017) di Adriano Morelli
- Posto unico (Italia, 2017) di Mauro Piacentini e Andrea Borgia
- Una semplice verità (Italia, 2018) di Cinzia Mirabella
- Senza paura (Italia, 2017) di Luca Esposito
- Skampia (Italia, 2017 - ANTEPRIMA MONDIALE) di Andrea Rosario Fusco
- Uccia (Italia, 2018) di Elena Starace e Marco Renda
- Volturno (Italia, 2017) di Ylenia Azzurretti

#### Under the Sky
- Federico Buffa Racconta 1968 (5 episodi) (Italia, 2018) di Leopoldo Muti
- Seven Women (Italia/Stati Uniti, 2018) di Yvonne Sciò

#### Best of
- The Greenaway Alphabet (Paesi Bassi, 2017) di Saskia Boddeke
- Gringo (Stati Uniti, 2018 - ANTEPRIMA ITALIANA) di Nash Edgerton
- Ocean’s 8 (Stati Uniti, 2018 - ANTEPRIMA ITALIANA) di Gary Ross
- Io, Dio e Bin Laden (Stati Uniti, 2016 - ANTEPRIMA ITALIANA) di Larry Charles
- A casa tutti bene (Italia, 2018) di Gabriele Muccino
- Addio fottuti musi verdi (Italia, 2017) di Francesco Capaldo
- Agadah (Italia, 2017) di Alberto Rondalli
- Ammore e malavita (Italia, 2017) di Antonio Manetti e Marco Manetti
- Benedetta follia (Italia, 2018) di Carlo Verdone
- Easy – Un viaggio facile facile (Italia/Ucraina, 2016) di Andrea Magnani
- Figlia mia (Italia/Svizzera/Germania, 2018) di Laura Bispuri
- Gatta Cenerentola (Italia, 2017) di Alessandro Rak, Ivan Cappiello, Marino Guarnieri, Dario Sansone
- Io c’è (Italia, 2018) di Alessandro Aronadio
- L’intrusa (Italia, Svizzera, Francia, 2017) di Leonardo Di Costanzo
- Lievito madre – Le ragazze del secolo scorso (Italia, 2017) di Concita De Gregorio, Esmeralda Calabria
- Metti la nonna in freezer (Italia, 2018) di Giancarlo Fontana e Giuseppe G. Stasi
- Nato a Casal di Principe (Italia, 2017) di Bruno Oliviero
- Nove lune e mezza (Italia, 2017) di Michela Andreozzi
- Prima che la notte (Italia, 2018) di Daniele Vicari
- Quanto basta (Italia, 2018) di Francesco Falaschi
- Il ragazzo invisibile (Italia, 2014) di Gabriele Salvatores
- Il ragazzo invisibile - Seconda generazione (Italia, 2017) di Gabriele Salvatores
- Riccardo va all’inferno (Italia, 2017) di Roberta Torre
- La terra dell’abbastanza (Italia, 2018) di Damiano D'Innocenzo e Fabio D'Innocenzo
- Youtopia (Italia, 2018) di Berardo Carboni

### XV edizione 2017

#### Lungometraggi in concorso
- Caina (Italia, 2016) di Stefano Amatucci
- Even Lovers Get the Blues (Belgio, 2016) di Laurent Micheli
- I peggiori (Italia, 2017) di Vincenzo Alfieri
- Il velo di Maya (Italia, 2016) di Elisabetta Rocchetti
- Immortality (Iran, 2016) di Mehdi Fard Ghaderi
- La pelle dell'orso (Italia, 2016) di Marco Segato
- Le monde dont on Reve n'existe past (Mongolia, 2017) di Ayoub Qanir
- Orecchie (Italia, 2016) di Alessandro Aronadio
- Urvi (India, 2017) di B.S. Pradeep Varma

#### Documentari in concorso
- Colours of the alphabet (Regno Unito, 2016) di Alastair Cole
- Dil Leyla (Germania, 2016) di Asli Özarslan
- Il presidente del mondo (Italia, 2016) di Francesco Merini e Michele Cogo
- La lunga strada gialla (Italia, 2016) di Antonio Oliviero e Christian Carmosino
- Nove giorni al Cairo (Italia, 2017) di Carlo Bonini e Giuliano Foschini
- Sacred water (India, 2016) di Olivier Jourdain
- Un altro me (Italia, 2016) di Claudio Casazza
- Unwanted heritage (Croazia, 2016) di Irena Skoric
- Was Shakespeare English? (Regno Unito, 2016) di Alicia Maksimova

#### Cortometraggi in concorso
- Amira (Italia, 2016) di Luca Lepone
- Buffet (Italia, 2016) di Santa de Santis e Alessandro d'Ambrosi
- Confino (Italia, 2016) di Nico Bonomolo
- Dime Short (Stati Uniti, 2016) di Krista Gano
- The Driving Seat (Regno Unito, 2016)di Phil Lowe
- Fantassút (Italia,  2016) di Federica Foglia
- La femme et le TGV (Svizzera, 2016) di Timo von Gunten
- La notte del professore (Italia, 2016) di Giovanni Battista Origo
- #Selfie (Germania, 2016) di David M. Lorenz

#### Location Negata
- Fukushima: Les voix silencieuses (Francia, 2016) di Chiho Sato e Lucas Rue
- Halim (Austria, 2016) di Werner Fiedler
- The invisible city (Belgio, 2016) di Lieven Corthouts
- Latif, poeta combattente (Italia, 2016) di Massimiliano Zanin
- Lost in Hope (Germania, 2016) di Aline Hochscheid
- Mary Mother (Italia, 2016) di Sadam Wahidi
- Moby Dick (Italia, 2017) di Nicola Sorcinelli
- On récolte ce que l'on sème (Francia, 2017) di Alaa Ashkar
- Red Season (Iran, 2016) di Hasan Najmabadi
- Run(d) for freedom (Italia, 2017) di Francesco Furiassi e Francesco Agostini
- Samedi Cinema (Senegal, 2016) di Mamadou Dia
- Uomo in mare (Italia, 2016) di Emanuele Palamara
- Zu Gast Bei Freunden (Svizzera, 2017) di Luisa Ricar

#### Scenari Campani
- Andare (Italia, 2016) di Massimo Cerrotta
- La consegna (Italia, 2016) di Vincenzo Peluso
- Dogs naso di cane (Italia, 2017) di Vincenzo Caiazzo
- ‘A Faccia (Italia, 2016)  di  Fabrizio Livigni
- Fiammifero (Italia, 2016)  di Lorenzo Ambrosino
- La forza del silenzio (Italia, 2016)  di Salvatore Esposito
- (In)Felix (Italia, 2016) di Maria Di Razza
- Lypso (Italia, 2016)  di Vincenzo Capaldo
- Mirabiles – i custodi del mito (Italia, 2016) di Alessandro Chetta e Marco Perillo
- Natività (Italia, 2016) di Gianfranco Antacido
- Parusia Napoletana (Italia, 2016) di Rosa Maietta

#### Retrospettive - Omaggi
- L'altro Adamo (Italia, 2014) di Pasquale Squitieri
- L'avvocato De Gregorio (Italia, 2003) di Pasquale Squitieri
- Passione (Italia, 2010) di John Turturro
- Persona non grata (Belgio, 2008) di Fabio Wuytack
- Il prefetto di ferro (Italia, 1977) di Pasquale Squitieri
- Romance & Cigarettes (U.S.A., 2005) di John Turturro
- https://www.ischiafilmfestival.it/index.php/it/i-film/item/il-sole-nero-2[collegamento interrotto] (Italia, Francia, 2007) di Krzysztof Zanussi
- Tonino (Italia, 2017) di Daniele Ceccarini e Mario Molinari

#### Under the Sky
- 1993 (Italia, 2017) di Giuseppe Gagliardi
- Andrea Pazienza: fino all'estremo (Italia, 2016) di Paolo Carredda
- Blow up di Blow up (Italia, 2016) di Valentina Agostinis
- Graffiti a New York (Italia, 2015) di Francesco Mazza
- The Night Of- Cos'è successo quella notte? (U.S.A., 2016) di Steven Zaillian e James Marsh

#### Best of Lungometraggi
- Due… un po’ così (Italia, 2016) di Daniele Chiariello
- Falchi (Italia, 2017) di Toni D’Angelo, Marcello Olivieri
- Fortunata (Italia, 2017) di Sergio Castellitto
- Indivisibili (Italia, 2016) di Edoardo De Angelis
- Lasciati andare (Italia, 2017) di Francesco Amato
- Monte (Spagna, 2016) di Amir Naderi
- Omicidio all'Italiana (Italia, 2017) di Maccio Capatonda
- Il più grande sogno (Italia, 2016) di Michele Vanucci
- Seat 25 (Regno Unito, 2016) di Nicholas Agnew
- Sole cuore amore (Italia, 2016) di Daniele Vicari
- The Startup (Italia, 2017) di Alessandro D’Alatri
- Tutto quello che vuoi (Italia, 2017) di Francesco Bruni
- Vieni a vivere a Napoli (Italia 2016) di Guido Lombardi, Francesco Prisco e Edoardo De Angelis

#### Best of Documentari
- Crazy for football (Italia, 2017) di Volfango De Biasi
- Indizi di Felicità (Italia, 2017) di Valter Weltroni
- Lascia stare i santi (Italia, 2016) di Gianfranco Pannone
- Magic island (Italia,Francia, 2017) di Marco Amenta
- Maradonapoli (Italia, 2017) di Alessio Maria Federici
- Perché sono un genio! Lorenza Mazzetti (Italia, 2016) di Steve Della Casa e Francesco Frisari
- Saro (Italia, 2016) di Enrico Maria Artale

### XIV edizione - 2016

#### Lungometraggi in concorso
- Bella e perduta (Italia, 2015) di Pietro Marcello
- Foreign Body (Germania, 2015) di Christian Werner
- Gateway to heaven (India, 2015) di Anshul Sinha
- The Head Hunter (India, 2015) di Nilanjan Datta
- Kalo pothi (Nepal/Germania/Svizzera/Francia, 2015) di Min Bahadur Bham
- Pikadero (Spagna, Regno Unito, 2105) di Ben Sharrock
- Road to the Sky (Cina, 2015) di Yi Wang

#### Documentari in concorso
- Irpinia, mon amour (Italia, 2016) di Federico Di Cicilia
- Killa Dizez vita e morte al tempo di Ebola (Italia, 2015) di Nico Piro
- Loro di Napoli (Italia, 2015) di Pierfrancesco Li Donni
- Menino 23: Infâncias Perdidas no Brasil (Brasile, 2015) di Belisario Franca
- Non voltarti indietro (Italia, 2016) di Francesco Del Grosso
- A Quest for Meaning (Francia, 2015) di Nathanaël Coste e Marc De la Ménardière
- Sira dysy ynsanlar - Extraordinary people (Turchia, 2015) di Orhan Tekeoglu
- When We Talk About Kgb (Italia, 2016) di Maxì Dejoie e Virginja Vareikytè
- Where the grass grows highest (Germania, 2016) di Philip Hallay
- Women are the answer (Australia, 2015) di Fiona Cochrane

#### Cortometraggi in concorso
- Carne e Polvere (Italia, 2015) di Antonio La Camera
- The Cemetery Men (Iran, 2015) di Ali Mardomi
- Centosanti (Italia, 2016) di Roberto Moliterni
- Città dei sogni (Stati Uniti, 2015) di Paola Bernardini
- Copper wire (Iran, 2016) di Hasan Najmabadi
- Exit right (Austria, 2015) di Rupert Höller e Bernhard Wenger
- The Fisherman (Spagna, 2014) di Alejandro Suárez Lozano
- Un Futuro da Sogno (Italia, 2015) di Andrea Vardi
- Letter to God (Stati Uniti, 2015) di Maria Ibrahimova
- Milky Brother (Polonia/Armenia ,2014 ) di Vahram Mkhitaryan
- Papaveri e papere (Italia, 2016) di Adelaide Dante De Fino
- Patriot (Regno Unito,2015) di Eva Riley
- Il potere dell'oro rosso (Italia,2015) di Davide Minnella
- Respiro (Italia, 2016) di Andrea Brusa e Marco Scotuzzi
- Il suo nome (Italia, 2015) di Pedro Lino

#### Location Negata
- 74 (Iran, 2015) di Sattar Chamani Gol
- Baobabs between Land and Sea (Francia, 2015) di Cyrille Cornu
- Coming and going (Germania, 2015) di Tianlin Xu
- Kivalina (Stati Uniti, 2016) di Gina Abatemarco
- Lampedusa d’inverno (Austria - Italia, 2015) di Jakob Brossmann
- Oro Blu - Conversazione dal mare (Italia, 2015) di Andrea Ferrante e Marco Gernone
- Pink spring in the Kremlin (Spagna, 2015) di Mario de la Torre
- Il Successore (Italia, 2015) di Mattia Epifani

#### Primo Piano
- Arianna (Italia, 2015) di Carlo Lavagna
- Le confessioni (Italia, Francia,2016) di Roberto Andò
- The Heritage of Love (Russia 2016) di Yuriy Vassiliev
- Ixcanul - Vulcano (Francia, Guatemala 2015) di Jayro Bustamante
- Maggie's Plan (Francia,2015) di Rebecca Miller
- Oggi insieme domani anche (Italia 2016) di Antonietta De Lillo
- Gli ultimi saranno ultimi (Italia,2015) di Massimiliano Bruno
- Ustica (Italia,2016) di Renzo Martinelli
- Wax - We are the X (Italia,2016) di Lorenzo Corvino

#### Focus Nord Europa
- End of Summer (Islanda – Danimarca, 2015) di Johann Johannsson
- The Fencer (Finlandia – Estonia – Germania, 2015) di Klaus Haro
- Homeland (Svezia, 2015) di Sara Broos
- Rams - Storia di due fratelli e otto pecore (Islanda, 2015) di Grìmur Hàkonarson

#### Focus Ucraina
- Chernobyl (Ucraina ,2016) di Oleg Karnasiuk
- Povodyr (Ucraina, 2014) di Oles Sanin
- Zhyva Vatra (Ucraina, 2015) di Ostap Kostyuk

#### Focus Basilicata
- Un paese quasi perfetto (Italia, 2016) di Massimo Gaudioso
- Papaveri e papere (Italia, 2016) di Adelaide Dante De Fino
- L'utile meraviglia. Gli orti saraceni di Tricarico (Italia, 2016) di Prospero Bentivenga

#### Proiezioni Speciali
- La terra trema (Italia, 1948) di Luchino Visconti
- Hannah Arendt (Germania, 2012) di Margarethe von Trotta

#### Scenari - Lungometraggi fuori concorso
- As One (Filippine, 2015) di Chuck Gutierrez
- The descendants (Iran, 2015) di Yaser Talebi
- E-Bola (Regno Unito, 2015) di Christian Marazziti
- Festina lente (Affrettati lentamente) (Italia,2016) di Lucilla Colonna
- The Great Conspiracy! (Svizzera, 2015) di Alberto Meroni
- Krasny (Russia, 2015) di Nikolay Sarkisov
- South 32 (Stati Uniti, 2016) di Jake Barsha
- Wish to Wash with Rain (Turchia, 2016) di Gülten Taranç

#### Scenari - Documentari fuori concorso
- Ogni opera di confessione - All confession oeuvre (Italia, 2015) di Alberto Gemmi e Mirco Marmiroli
- All the World's a screen: Shakespeare on film (Regno Unito, 2016) di David Thompson
- Bitte Leben (Germania - Italia, 2016) di Marco Candiago e Silvia Ciprian
- Cigno (Italia, 2015) di Giovanni Rossi
- Dert (Italia, 2015) di Mario Martone
- Golos: Ukrainian Voices (Regno Unito, 2015) di Fedor Levchenko e Dolya Gavanski
- Istorii kato na kino (Bulgaria, 2016) di Atanas Hristoskov
- Lands for Freedom (Belgio, 2015) di Paul-Jean Vranken e Jean-Christophe Lamy
- The Learning Alliance (Pakistan, 2016) di Muhammad Umar Saeed
- Az elveszett euròpai - The lost european (Ungheria, 2015) di Jozsef Sipos
- Milongueros (Francia - Argentina, 2016) di Bernard Louargant
- My Home موطني (Canada, 2016) di Igal Hecht
- L'Orto degli Dei (Italia, 2015) di Giuseppe Calabrese
- El respeto (Argentina, 2016) di Norma Fernàndez
- Silo un camino espiritual (Cile, 2015) di Pablo Lavin
- Smajl (Germania, 2015) di Philipp Majer
- Tides - A History of Lives and Dreams Lost and Found (Some broken) (Regno Unito ,2016 ) di A. Negrini
- La terra di fronte (Italia, 2015) di Fabrizio Lecce
- La transumanza in Basilicata: una storia vera (Italia, 2016) di Mario Raele
- Yazidi d’Armenia (Italia,2015 ) di Ignazio Mascia
- Die Zeitzeugen - Warum wir erzählen… (Austria, 2015) di Hermann Weiskopf

#### Scenari - Cortometraggi fuori concorso
- The Barn (Germania – Turchia, 2016) di Hazal Kara
- Butterflies (Iran,2015) di Adnan Zandi
- Carry on (Austria, 2015) di Rafael Haider
- Carvina (Svizzera, 2015) di Luca Marcionelli
- Cenere (Italia, 2016) di Gianni Saponara
- Mare d'argento (Italia, 2016) di Carlos Solito
- La Mezzanotte Rossa (Italia, 2015) di Eduardo Cocciardo
- Il Miracolo (Italia, 2015) di vari autori
- Mokusatsu (Italia - Francia, 2015) di Nour Gharbi
- Il sarto dei tedeschi (Italia, 2015) di Antonio Losito
- Yaadikoone (Francia, 2015) di Marc Picavez

### XIII edizione - 2015

#### Lungometraggi in concorso
- 1000 Rupee note (India, 2014) di Shrihari Sathe
- The bridge at the end of the world (Croazia, 2014) di Branko Istvancic
- The cart (Bangladesh, 2014) di Ashraful Alam
- Extirpator of idolatries (Peru, 2014) di Manuel Siles
- Extirpator of idolatries (Peru, 2014) di Manuel Siles
- John of God the Movie (Congo, 2014) di Selé M'Poko
- Perez.(Italia, 2014) di Edoardo De Angelis

#### Documentari in concorso
- Alegria - A Humanitarian Expedition (Svizzera, 2014) di Christoph von Toggenburg
- Black skins, white masks (Francia, 2014) di Lise Bellynck
- Un giorno a Wamba (Italia-Repubblica democratica del Congo, 2014) di Francesco Mansutti e Vinicio Stefanello
- I want to see the manager (Italia - Germania, 2014) di Hannes Lang
- Katchamata (Iran – Repubblica Islamica, 2014) di Pedram Yazdani
- Lost Citizens (Regno Unito, 2014) di Sebastiana e Carla Etzo
- Naked (Turchia, 2015) di Zekeriya Aydoğan
- Pasta amara (Italia, 2015) di Ivano Fachin
- Waiting for the (T)rain (Francia, 2015) di Simon Panay

#### Cortometraggi in concorso
- Catalina y el Sol (Argentina, 2015) di Anna Paula Hönig
- Chaque jour est une petite vie (Francia, 2014) di Lou-Brice Léonard e Albane Fioretti
- Desert Rose (Spagna, 2014) di Emilio Alonso
- Detour (Singapore, 2015) di Michael Kam
- Entropia (Polonia, 2015) di Wojciech Klimala
- Il fiume giovane (Italia, 2014) di Carlos Solito
- A long night (Iraq, 2015) di Kamiran Betasi
- Los huesos del frío (Spagna, 2014) di Enrique Leal
- A passion of gold and fire (Belgio, 2014) di Sébastien Pins
- Pomegranate is the Fruit of Paradise (Iran, 2014) di Teymour Ghaderi
- Side Glance of Dragon (Myanmar, 2015) di We Ra
- Sinuaria (Italia, 2014) di Roberto Carta
- Stella Maris (Francia - Italia, 2014) diGiacomo Abbruzzese
- Tadaima (Stati Uniti, 2015) di Robin Takao D'Oench
- Thriller (Italia, 2014) di Giuseppe Marco Albano

#### Location Negata
- Animal Park (Repubblica democratica del Cogno - Italia, 2014) di Antonio e Agostino Spanò
- La cella zero (Italia, 2014) di Salvatore Esposito
- Endless Corridor (Lithuania, 2014) di Aleksandras Brokas
- Gomorraland (Italia, 2015) di Duccio Giordano
- If this town wasn't mine (Brasile, 2014)di Felipe Pena
- Imminent Threat (Spagna, 2015) di Janek Ambros
- Les Messagers (Francia, 2014) di Hélène Crouzillat e Laetitia Tura
- Slavery in Yemen (Palestina, 2014) di Ashraf Mashharawi
- Welcome to Angkar (Francia, 2015) di Christophe Hamon

#### Primo Piano
- Andiamo a quel paese (Italia, 2014) di Ficarra & Picone
- Anime Nere (Italia – Francia, 2014) di Francesco Munzi
- La Foresta di Ghiaccio (2014) di Claudio Noce
- Noi e la Giulia (Italia, 2015) di Edoardo Leo
- Nomi e Cognomi di Sebastiana e Carla Etzo
- Tempo instabile con probabili schiarite (Italia, 2015) di Marco Pontecorvo
- Vergine Giurata (Italia-Svizzera-Germania-Albania-Kosovo, 2015)di Laura Bispuri

#### Focus Nord Europa
- Heart of Lightness (Norvegia, 2014) di Jan Vardoen
- Joka muistaa vähän enempi (Finlandia, 2014) di Lauri Autere e Minna Valjanen
- Ludo (Isole Faroe, 2014) di Katrin Ottarsdóttir
- Och piccadilly circus ligger inter i kumla (Svezia, 2014) di Bengt Danneborn
- Pelican in the desert (Latvia 2014) di Viestur Kairish
- Skerry (Irlanda, 2014) di Eythor Jovinsson

#### Proiezioni Speciali
- L'altro Adamo (Italia) di Pasquale Squitieri
- Li chiamarono briganti (Italia, 1999) di Pasquale Squitieri
- Le mani sulla città (Italia, 1963) di Francesco Rosi
- Le rose del deserto (Italia, 2006) di Mario Monicelli
- Proibito (Francia - Italia, 1954) di Mario Monicelli

#### Scenari - Lungometraggi fuori concorso
- 4021 (Italia,2014) di Viviana  Lentini
- Algún Lugar (Repubblica Dominicana,2014) di Guillermo Zouain
- L'Evento (Italia, 2014) di Lorenzo D'Amelio
- God Forgive Us (Stati Uniti, 2014) di Michael Bachochin
- Quando si muore... si muore! (Italia, 2014) di Carlo Fenizi
- The repairman (Italia, 2015) di Paolo Mitton
- Vinodentro (Italia,2014) di Ferdinando Vincentini Orgnani

#### Scenari - Documentari fuori concorso
- 201410KU (Croazia, 2014) di Vjekoslav Gasparovic
- Adelante (Stati Uniti, 2014) di Noam Osband
- Agar-agar. Grass from the ocean (Russia, 2014) di Evguenia Killikh
- Ana Ismi Cárol (Spagna, 2015) di Anna Molins Garcia
- Cuckoo (India, 2014) di Jaicheng Jai Dohutia
- Echoes (Svizzera, 2014) di Aline Suter e Céline Carridroit
- Flooded (Spagna, 2013) di David Vázquez
- Gleno dove finisce la valle (Italia, 2015) di Francesco Di Martino
- Good love (Spagna) di Gabriel Azorín
- Indispensable shift ~Fukushima, Tip of the iceberg~ (Spagna, 2015) di Yoko Kubota
- Islander Today (Italia, 2014) di Nicolò Piccione
- Itinerari della Bellezza – Basilicata (Italia) di Alessandro D'Alessandro e Marco Leopardi
- Lantanda (Spagna, 2014) di Gorka Gamarra
- Lifes in the Malls. Stories of clerks in the age of commercial centers. (Italia,2015) di Nicola Zambelli
- London afloat (Italia, 2014) di Gloria Aura Bortolini
- Lu Paisi (Italia, 2014) di Fabio Sibio
- Nermina's World (Italia, 2014) di Vittoria Fiumi
- Not Without Us (Stati Uniti, 2014) di Sam Avery
- Paolo's dream (Grecia, 2014) di Kirineos Papadimatos e Giannis Avramopoulos
- Please (Italia) di Gaetano Ippolito
- Primitivamente (Italia, 2014) di Giuseppe Alessio Nuzzo
- Saynatakuna. Masks and Transfigurations in Paukartambo (Stati Uniti, 2013) di Carlos Llerena Aguirre
- Shadow Fighters (Danimarca, 2014) di Josefine Gervang Heimburger
- A Shtetl in the Caribbean (The Netherlands, 2013) di Sherman de Jesus
- Stelvio. Crocevia della Pace (Germania - Italia, 2014) di Alessandro Melazzini
- Sui miei passi, viaggio nell'altro Afghanistan (Italia, 2015) di Eloise Barbieri
- Sul Vulcano (Italia 2014) di Gianfranco Pannone
- A taxi with a view (Italia, 2015) di Barbara Nava
- The forgotten hero (Paesi Bassi, 2014) di Frans Mouws
- The seams of the skin (Spagna, 2014) di Enric Escofet e Cèlia Vila
- The Unwelcoming (Israele, 2014) di Robby Elmaliah
- The Urban Suite  (Corea, 2014) di Sébastien Simon e Forest Ian Etsler
- Tony Windberg. A Painter in the Woods (Germania, 2014) di Thomas Schumacher
- Virgile sleeps, 6 sketches for a film (Francia, 2014) di Jean Seban
- Zio Ninuccio (Italia,2014) di Noriko Sugiura

#### Scenari - Cortometraggi fuori concorso
- Auguste & Louis (2014) di Nicolas Bertrand
- Cigano (Portogallo) di David Bonneville
- Con il bene di sempre (Italia, 2014) di Fabio Massa
- Flash (Spagna, 2014) di Alberto Ruiz Rojo
- Gas station (Italia, 2015) di Alessandro Palazzi
- Lost love (Regno Unito) di Jeremy Hoare
- More than this (Italia, 2014) di Ezio Maisto
- Nuvola (Italia, 2015) di Giulio Mastromauro
- Super Sounds (Australia, 2014) di Stephen de Villiers

### XII edizione - 2014

#### Documentari in concorso
- Container 158 (Italia, 2013) di Stefano Liberti ed Enrico Paremti
- The human horses (Italia, 2013) di Rosario Simanella e Marco Landini
- In cerca di un amico (Giappone, 2013) di Karma Gava ed Alvise Morato
- in the shadow of the Copacabana (Germania, 2014) di Denize Galiao
- In viaggio con Cecilia, regia di Cecilia Mangini e Mariangela Barbanente (2013)
- Un intellettuale in borgata (Italia, 2013) di Enzo De Camillis
- Il segreto (Italia, 2013) di Cyop&kaf
- The Silent Chaos (Italia, 2013) di Antonio Spanò
- L'uomo sulla luna (Italia, 2014) di Giuliano Ricci

#### Cortometraggi in concorso
- America (Italia, 2013) di Alessandro Stevanon
- CHASING (Rincorrendo) (Italia, 2014) di Renato Porfido
- Co'Scienza e Meraviglia (Italia, 2013 - ANTEPRIMA NAZIONALE) di Matteo Pedicini e Ivan Ferone
- Malak (Italia, 2013) di Luciano Schito
- Piume (Italia, 2013) di Adriano Giotti
- Sassiwood (Italia, 2013) di Antonio Andrisani e Vito Cea
- Tharattu Pattu (Indiano, 2013 - ANTEPRIMA NAZIONALE) di Sandeep  Ravindranath
- Tobacco Burn (United States, 2014 - ANTEPRIMA NAZIONALE) di Justin Liberman
- Il Vicino (Italia, 2013 - ANTEPRIMA MONDIALE) di Andrea Canova

#### Location Negata
- A passo d'uomo (Italia, 2013) di Giovanni Aloi
- Buongiorno Taranto (Italia, 2014) di Paolo Pisanelli
- Destination de dieu (Italia, 2014) di Andrea Gadaleta Caldarola
- I exist (Egypt, 2014 - ANTEPRIMA NAZIONALE) di Ahmed abdelnaser
- Lucciole per lanterne (Italia, 2013) di Stefano Martone e Mario Martone
- MIETREBELLEN (Germania, 2014 - ANTEPRIMA NAZIONALE) di G.Schulte Westenberg e M.Coers
- La strada di Raffael (Italia, 2013) di Alessandro Falco
- Terrapromessa (Italia, 2014) di Mario Leombruno e Luca Romano

#### Primo Piano - Lungometraggi
- Amazzonia (Francia/Brasile, 2013)di Thierry Ragobert
- Ana Arabia (Israele/Francia, 2013) di Amos Gitai
- And While We Were Here (Stati Uniti, 2012 - ANTEPRIMA NAZIONALE) di Kat Coiro
- Before Midnight (Stati Uniti, 2013) di Richard Linklater
- Un castello in Italia (Francia, Italia, 2013) di Valeria Bruni Tedeschi
- In Grazia di Dio (Italia, 2014) di  Edoardo Winspeare
- La luna su Torino (Italia, 2013) di Davide Ferrario
- Lunch box (India\Francia\Germania, 2013) di Ritesh Batra
- Maldamore(Italia, 2014) di Angelo Longoni
- Nebraska (Stati Uniti, 2013) di Alexander Payne
- Una piccola impresa meridionale (Italia, 2013) di Rocco Papaleo
- Piccola patria (Italia, 2013) di Alessandro Rossetto
- Il sud è niente (Italia/Francia, 2013) di Fabio Mollo
- Zoran, il mio nipote scemo (Italia\Slovenia, 2013) di Matteo Oleotto

#### Focus Nord Europa
- North of the sun (Norvegia , 2012) di Inge Wegge, Jørn Nyseth Ranum
- Of Horses and Men (Islanda, 2013) di Benedikt Erlingsson
- Things we do for love (Finlandia, 2013) di Matti Ijäs
- Whale Valley (Islanda/Danimarca, 2013) di Guðmundur Arnar Guðmundsson

#### Proiezioni Speciali
- Almeno io Fo...à(Italia, 2009) di Alan Bacchelli - Lorenzo Degl'Innocenti
- Goodbye Bafana (Belgio/Sudafrica/Germania/Francia/Italia, 2007) di Bille August
- Napoletani a Milano (Italia, 1953) di Eduardo De Filippo

#### Ischia Friends Corner
- A Ballad for Tex (Stati Uniti/Italia, 2014 - ANTEPRIMA MONDIALE) di Alberto Massarese
- Bill de Blasio. Un Sindaco in Comune (Italia, 2014 - ANTEPRIMA MONDIALE) di Daniela Riccardi
- De noche y de pronto (Spain, 2013) di Arantxa Echevarria
- Failing Hope (Stati Uniti, 2013 - ANTEPRIMA NAZIONALE) di Mark Blanchard
- Grano Salis (Italia, 2014 - ANTEPRIMA NAZIONALE) di Mattia Sbragia
- Incontro con Eduardo (Italia, 2013)  di Nello Mascia
- Les Perruches (Francia, 2013) di Julie Voisin

#### Scenari - Lungometraggi fuori concorso
- Ashes to Ashes (Cina, 2013 - ANTEPRIMA NAZIONALE) di WU Qing
- Ci vorrebbe un miracolo (Italia, 2014) di Davide Minnella
- Into the dream (Italia Inghilterra, 2003 - ANTEPRIMA MONDIALE) di Stevens Moro
- Para Sempre Nunca Mais (Brasile, 2014 - ANTEPRIMA NAZIONALE) di Emerson Muzeli
- Runaway Day (Grecia, 2013 - ANTEPRIMA NAZIONALE) di Dimitris Bavellas
- Uc yol (Bosnia Turchia, 2014 - ANTEPRIMA NAZIONALE) di faysal soysal
- L'ultimo goal (Italia, 2013) di Federico Di Cicilia

#### Scenari - Documentari fuori concorso
- Al-awda hak (Italia, 2013) di N.Caforio, G.Della Torre, M.Ghezzi, F.Gnetti, S.Grieco
- Un Altro Mondo (Italia, 2014) di Thomas Torelli
- Ein Apartment in Berlin (Germania, 2013 - ANTEPRIMA NAZIONALE) di Alice Agneskirchner
- Buracos - l'eredità del diamante (Italia/Brasile, 2013 - ANTEPRIMA NAZIONALE) di Matteo Ferrarini
- Çapulcu, Voices from Gezi (Italia/Turchia, 2014) di C.Prevosti, C.Casazza, D.Servi, S.Zoja, B.Argentieri
- Le cose belle (Italia, 2013) di Agostino Ferrente e Giovanni Piperno
- Dancing Lights (Australia, 2014 - ANTEPRIMA NAZIONALE) di Filippo Rivetti
- Elegie dall'inizio del mondo - Uomini e alberi (Italia, 2013) di Francesco Dongiovanni
- Emergency Exit - young Italians abroad (Italia, 2014) di Brunella Filì
- Evò ce esù (io e te) (Italia, 2013) di Christian Manno e Pantaleo Rielli
- Le figlie sono come le madri (donne lungo la via della seta) (Italia, 2013) di Lisa Castagna
- The Heart Of Adriatic (Croatia, 2013 - ANTEPRIMA NAZIONALE) di Ivan Peric
- Els homes que volien pujar una muntanya de més de 8.000 metres (Spagna, 2013) di Pere Herms
- Hometown | Mutonia (Italia, 2013) di ZimmerFrei
- Icaros (Spagna, 2014 - ANTEPRIMA NAZIONALE) di Georgina Barreiro
- L'infedele (Italia, 2014) di angelo loy
- Instabile (Italia, 2014 - ANTEPRIMA NAZIONALE) di Alessandro Chetta
- Kel Yaum (Syria, 2013 - ANTEPRIMA NAZIONALE) di Reem Karssli
- Naseljenici - naši novi susjedi s puškama (Palestina Israele, 2013 - ANTEPRIMA NAZIONALE) di Barbara Babačić
- Nella terra dei fuochi (Italia, 2013) di Marco La Gala
- Nella Terra di Mezzo (Italia, 2013- ANTEPRIMA NAZIONALE) di Angelo Maci
- Noura Saied e la vita contadina del sud Egitto (Italia, 2013 - ANTEPRIMA MONDIALE) di Carla Fausti
- Not Anymore: A Story of Revolution (Stati Uniti, 2013) di Matthew VanDyke
- Pastores de la niebla (Spagna, 2013) di Domingo Moreno
- Quello che resta (Italia, 2014 - ANTEPRIMA MONDIALE) di Antonio Martino
- Quivir (Spagna, 2014 - ANTEPRIMA MONDIALE) di MANUTRILLO
- Searcy County (Stati Uniti, 2012 - ANTEPRIMA NAZIONALE) di Noam Osband
- Songs of the blue hills (India, 2014 - ANTEPRIMA NAZIONALE) di Utpal Borpujari
- The Stones Cry Out (Italy, 2014 - ANTEPRIMA NAZIONALE) di  Yasmine Perni
- L'uomo del fiume (Italia, 2013) di Barbara Maffeo
- Las viudas de ifini (Spagna ,2013) di Pacheco Iborra
- Wangki - Il Silenzio delle Sirene (Nicaragua , 2014) di Joana de Freitas Ginori & Matteo Vieille Rivara
- What is Left? (Italia, 2013) di Luca Ragazzi e Gustav Hofer
- W.I.P. Work in Progress (Italia , 2013) di Simona Risi

#### Scenari - Cortometraggi fuori concorso
- 1%ERS (Stati Uniti, 2014 - ANTEPRIMA NAZIONALE) di Francesca De Sola
- 5 Tropoi na Pethaneis (Cypro, 2013 - ANTEPRIMA NAZIONALE) di Daina Papadaki
- A day (South Korea, 2011) di Jaebin Han
- Birthday in Chongqing (Cina , 2014)di Yichuan Hu
- Buenos Aires (Spagna, 2013) di Daniel Gil Suarez
- Casa di Legna (Italia/Svizzera,2013) di Tommaso Donati
- Goran (Serbia, 2014 - ANTEPRIMA NAZIONALE) di Roberto Santagiuida
- I Princip Bris (Svezia , 2013 - ANTEPRIMA NAZIONALE) di Johannes Stjärne Nilsson & Ola Simonsson
- L'inconnu (Belgio, 2013 - ANTEPRIMA NAZIONALE) di Anne Leclercq
- Una mirada (Argentina, 2013) di Analia Fraser
- Si Lunchai (Germania, 2014 - ANTEPRIMA NAZIONALE) di Hannes Rall
- Vicolo cieco (Italia, 2013) di Fabio Massa
- Zar (Poland, 2013) di Bartosz Kruhlik

### XI edizione - 2013

#### Documentari in concorso
- Anija (Italia, 2013) di Roland Sejko
- Crop (Egitto/Danimarca/Germania, 2013) di Johanna Domke e MarouanOmara
- Giuseppe Tornatore. Ogni film un'opera prima (Italia, 2012) di Luciano Barcaroli e Gerardo Panichi
- La Guerra dei vulcani (Italia, 2012) di Francesco Patierno
- Libros y Nubes (Francia/Italia, 2013) di Pier Paolo Giarolo
- Lovebirds – Rebel Lovers in India (Italia, 2012) di Gianpaolo Bigoli
- Nomos (Italia/Kenya, 2012) di Andrea Gadaleta Caldarola
- Terramatta (Italia, 2012) di Costanza Quatriglio
- Zalumose (Lituania, 2012) di Ramune Rakauskaite

#### Cortometraggi in concorso
- Ammore (Italia, 2013) di Paolo Sassanelli
- La concha de la vieira (Italia, 2013) di Paolo Santagostino
- Distants (Repubblica d’Estonia, 2012) di JannoJürgens
- Genesi (Italia, 2013) di Donatella Altieri
- Le Train Blue (Francia, 2012) di Stephanie Assimacopoulo
- Margherita (Italia, 2013) di Alessandro Grande
- Regreso a casa (Messico/Italia, 2012) di Simone Siragusano e Riccardo Cendamo
- Taransporting (Israel, 2012) di Guy Bardach

#### Location Negata
- L’alfabeto del fiume (India, 2012) di Giuseppe Carrieri
- Les âmes dormantes (Francia, 2013) di Alexander Abaturov
- Aquel no era yo (Spagna, 2012) di Esteban Crespo
- Dell’arte della guerra (Italia/Stati Uniti, 2012) di Luca Bellino e Silvia Luzi
- Emilio (Italia, 2013) di Angelo Cretella
- Igrushki (Lituania, 2012) di Lina Luzyte
- SettanTA (Italia, 2013) di Pippo Mezzapesa
- Yom EchadAchari Ha-Shalom (Israele, 2012) di ErezLaufer e Miri Laufer

#### Primo Piano
- Amiche da Morire (Italia, 2013) di Giorgia Farina
- 11 Settembre (Italia, 2012) di Renzo Martinelli
- L’Intervallo (Italia/Svizzera/Germania, 2012) di Leonardo di Costanzo
- Niente può fermarci (Italia, 2012) di Luigi Cecinelli
- Noi Siamo Infinito (Stati Uniti, 2012) di Stephen Chbosky
- Paulette (Francia, 2013) di Jerome Enrico
- Tutti contro Tutti (Italia, 2013) di Rolando Ravello
- Una Famiglia Perfetta (Italia, 2012) di Paolo Genovese
- Viaggio Sola (Italia, 2013) di Maria Sole Tognazzi

#### FOCUS Nord Europa
- Fish & Onions (Germania/Estonia/Lettonia, 2011) di Marc Brummund
- Ravens, Buttercups and Myrrah (Islanda, 2011) di Helgi Sverrisson e Eyrun Osk Jonsdòttir
- Regilaul - Lieder Aus Der Luft (Estland/Svizzera, 2011) di Ulrike Koch
- Temporary (Lituania, 2011) di Jurate Samulionyte
- Treno di notte per Lisbona (Germania/Svizzera/Portogallo, 2013) di Bille August

#### Proiezioni Speciali
- Anna Karenina (Regno Unito/Francia, 2012) di Loe Wright
- Downton Abbey (Regno Unito, 2010) di Brian Percival
- Il Turno di Notte lo fanno le Stelle (Italia/Stati Uniti, 2012) di Edoardo Ponti
- Les Adieux à la Reine (Francia/Spagna, 2012) di Benoît Jacquot
- Les Miserables (Regno Unito, 2012) di Tom Hooper
- Qualcuno da Amare (Francia/Iran/Giappone, 2012) di Abbas Kiarostami

#### Film girati ad Ischia
- Avanti (Stati Uniti, 1972) di Billy Wilder
- Cleopatra (Stati Uniti, 1963) di Joseph L. Mankiewicz
- En plein soleil - Delitto in Pieno Sole (Francia, 1960) di René Clément
- Il Talento di Mr. Ripley (Stati Uniti, 1999) di Anthony Minghella
- Villa Amalia (Francia, 2009) di Benoît Jacquot

#### Scenari - Lungometraggi fuori concorso
- Tutti Giù - Everybody Sometimes Falls (Svizzera, 2012) di Niccolò Castelli
- Baztan - The valley (Spagna, 2012) di Iñaki Elizalde
- Silvio Rodrìguez. Ojalà (Spagna, 2013) di Nico García
- Vitriol (Italia, 2012) di Francesco Afro De Falco
- TRANSEUROPÆ HOTEL  (Italia / Brasile, 2011/2012) di Luigi Cinque

#### Scenari - Documentari fuori concorso
- Il Secondo Tempo (Italia, 2012) di Pierfrancesco Li Donni
- Pescasseroli. Storie di Uomini, Storie di Natura (Italia, 2013) di Michele Imperio
- TARO. El Eco de Manrique (Germania/Spagna, 2012) di Miguel G. Morales
- Viva Sarajevo (Italia, 2012) di Simone Aleandri
- La nostra casa - Ñande Roga (Italia, 2013) di Riccardo Bianco
- Parole sostenibili (Italia, 2012) di Marco Dazzi
- Od zrna do slike (Croazia, 2012) di Branko Istvancic
- El amor amargo de chavela (Spagna, 2013 ) di Rafael Amargo
- ... Moddhikhane Char (India/Japan/Italy/Denmark/Norway, 2012) di Sourav Sarangi
- I love Rome (Italia, 2012) di Luigi Giuliano Ceccarelli
- Io sono riuscito (Italia, 2013) di Luca Ribustini
- Where is my house? (Italia, 2013) di Matteo Di Calisto
- Street Cinema. A proposito di Padova (Italia, 2012) di Isabella Carpesio
- Fili invisibili – Invisible threads (Italia, 2013) di Andrea Papini
- Gelati e granite (Italia, 2012) di Ivano Fachin
- La guerra dei mariti – The husbands’war (Italia, 2012) di Paola Manno
- Se io fossi acqua – If i were water  (Italia, 2013) di Massimo Bondielli
- Il leone di Orvieto (Italia, 2012) di Aureliano Amadei
- Rodicas (Germania, 2012) di Alice Gruia

#### Scenari - Cortometraggi fuori concorso
- 50 Pesos Argentinos (Portogallo, 2012) di Bernardo Cabral
- Fine del Mondo (Italia, 2013) di Pierre D’oncieu
- Gioco di Mare (Italia, 2013) di Luciano Schito
- I’m a Soap Star (America, 2013) di Michele Kanan
- L’Amore (Quello Vero) (Italia, 2013) di Fabio Massa
- L’ Heure Blu (Francia, 2012) di Annarita Zambrano
- La Mezzanotte bianca (Italia, 2013) di Eduardo Cocciardo
- La Preda e la Fuga – Prey and Escape ( Italia/Gran Bretagna, 2013) di Vito Amodio
- Los Demonios (Spagna, 2013) di Miguel Azurmendi
- Noi e gli Altri (Italia, 2013) di Max Nardari
- Potwór – Monster (Polonia, 2012) di Potwór
- Snig – Snow/Nevicata (Croazia, 2012) di Josip Zuvan
- Totò – A livella (Italia, 2012) di Stefano Cortellessa
- Zabawka - Favourite Thing (Polonia, 2012) di Piotr Iskra

### X edizione - 2012

#### Documentari in concorso
- Le bonheur... Terre promise (Francia, 2011) di Laurent Hasse
- La curt de l'america (Italia, 2011) di Lemnaouer Ahmine e Francesco Cannito
- Do you really love me? (Regno Unito, Nuova Zelanda, Francia 2011) di Alastair Cole
- Italy love it or leave it (Italia, 2011) di Gustav Hofer e Luca Ragazzi
- Llums (Spagna, 2011) di Jorge Yùdice
- Mare chiuso (Italia, 2012) di Andrea Segre e Stefano Liberti
- Per noi il cinema era proibito (Italia, 2011) di Sergio Naitza
- I palladiani (Italia, 2011) di Guido Cerasuolo e Andrea Prandstraller
- Voi siete qui- You are here (Italia, 2011) di Francesco Matera

#### Cortometraggi in concorso
- Anonimos (Spagna/Italia, 2011) di Lélix Llorente
- Il bando (Italia, 2011) di Gianluca Sportelli
- La casa dei trenta rumori (Italia, 2011) di Diego Monfredini
- Damiano. Al di là delle nuvole iniziano i sogni. (Italia, 2012) di Giovanni Virgilio
- Enmesh (Russia, 2011) di Ainur Askarov
- The end of the world (Macedonia, 2011) di Jani Bojadzi
- Live radio (Italia, 2011) di Giorgio Galieti
- Oroverde (Italia, 2012) di Pierluigi Ferrandini
- Strata ‘a foglia (Italia, Inedito) di Aldo Rapè

#### Location Negata
- La crociera delle bucce di banana (Italia/Francia, 2012) di Salvo Manzone
- (R)esistenza (Italia/Olanda, 2011) di Francesco Cavaliere
- Dashnamoure / Le piano (Armenia/Francia, 2011) di Levon Minasian
- Ensayo de una revoluciòn (Spagna, 2011) di Pedro Sara e Antonio Labajo
- Gypsy Funeral (Brasile, 2012) di Fernando Honesko
- Hombre màquina (Bangladesh, 2011) di Roser Corella e Alfredo Moral
- El padre (Spagna, 2011) di Patricia Venti Garcìa
- Virgen negra (Spagna, 2011) di Raùl De la Fuente

#### Primo Piano
- Almanya La mia famiglia va in germania (Germania, 2011) di Yasemin Samderelli
- Cose dell'altro mondo (Italia, 2011) di Francesco Patierno
- Il cuore grande delle ragazze (Italia, 2011) di Pupi Avati
- Immaturi Il viaggio (Italia, 2012) di Paolo Genovese
- Napoli 24 (Italia, 2010) di Ventiquattro registi
- Paradiso amaro (Stati Uniti, 2011) di Alexander Payne
- Il pescatore di sogni(Gran Bretagna, 2011) di Lasse Hallström
- Qualcosa di straordinario(Stati Uniti, 2012) di Ken Kwapis
- La sorgente dell'amore (Belgio, Italia, Francia, 2012) di Radu Mihaileanu
- This must be the place (Francia, Italia, Irlanda, 2011) di Paolo Sorrentino
- Tre uomini e una pecora (Australia, Regno Unito, 2011) di Stephan Elliott

#### Location Sociale
- Diaz: Don't Clean Up This Blood (Francia, Italia, Romania, 2012) di Daniele Vicari
- L'industriale (Italia 2011) di Giuliano Montaldo
- Maternity Blues (Italia 2012) di Fabrizio Cattani
- The Summit (Italia 2012) di Franco Francassi e Massimo Lauria

#### Scenari - Lungometraggi fuori concorso
- Appartamento ad Atene (Italia, 2011) di Ruggero Dipaola
- La Sombra del Sol (Spagna, 2011) di David Blanco
- Non me lo dire (Italia, 2012) di Vito Cea
- Ristabbanna (Italia, 2011) di Gianni Cardillo e Daniele de Plano
- Sa Grascia (Italia, 2011) di Bonifacio Angius
- Zio Angelo e i tempi moderni (Italia, 2011) di Daniele Chiariello

#### Scenari - Documentari fuori concorso
- 148 stefano mostri dell'inerzia (Italia, 2011) di Maurizio Cartolano
- C'era una volta in Cina...e c'ero anch'io (Italia, 2012) di Nino Azzarello
- Doni doni - soon you will be artists (Italia, 2011) di Andrea Rovelli e Chiara Morcelli
- Fratello d'Italia (Italia, 2011) di Mario Romanazzi
- Inside Africa (Iceland, Italy, 2012) di Gaetano Ippolito
- L'angelo di Alfredo (Italia, 2011) di Fabio Marra
- Nel nome di Galileo (Italia, 2011) di Gianluca Paoletti
- Otra Noche En La Tierra (Spagna, 2012) di David Munoz
- The Earth: Our Home (Italia, 2010) di Vittorio Giacci e Pierpaolo Saporito

#### Scenari - Cortometraggi fuori concorso
- Hombre con Nube (Spagna, 2012) di Maite Cedeño
- 15 Summers later (Norvegia, Spagna, 2011) di Pedro Collantes
- Accordo di Grigio (Italia, 2011) di Jacopo Fontana
- Berlin Series (Spagna, 2011) di Manuel Nicolas Meseguer e Alonso Sánchez Blesa
- Coptos (Spagna, 2011) di Alvaro Sau
- Corti (Italia, 2011) di Angelo Cretella
- Di là dal Vetro e Napòlide (Italia, 2011) di Andrea di Bari
- Disinstallare un amore (Italia, 2011) di Alessia Scarso
- El Ingenio (Spagna, 2011) di Rosario Fuentenebro Yubero
- Jezioro – The Lake (Polonia, 2011) di Jacek Piotr Bławut
- La Bilancia (Italia, 2011) di Carlo Tozzi
- La tana del bianconiglio (Italia, 2011) di Linda Parente
- Los aviones que se caen (Cuba, 2012) di Mario Piredda
- Non al denaro, non al vento ne' al sole (Italia, 2011) di Marco Calvise
- Ohe Azpiko Zera (Spagna, 2012) di David Zabala e Paul Urkijo
- Papà (Italia, 2011) di Emanuele Palamara
- Pizzangrillo (Italia, 2011) di Marco Gianfreda
- Shwet (India, 2011) di Kanchan Ghosh
- Sto dove sto (Italia, 2012) di Fabio Aprea
- Travel Companions a colori (Italia, 2011) di Ferdinando Carcavallo
- Un nuovo Corso (Italia, 2011) di Rodolico Leonardo

### IX edizione - 2011

#### Documentari in concorso
- Ageroland (Italia, 2011) di Carlotta Cerquetti
- Awka Liwen (Argentina, 2010) di Mariano Aiello e Kristina Hille
- Dem Dikk (Belgio, 2010) di Karine Birgé
- Ha turbina ha enosheet (Israele, 2010) di Danny Verete
- Indian Flow (Italia, 2011) di Giuseppe Petruzzellis
- Mbambu and the mountains of the moon (Serbia, 2011) di Lucian Muntean e Natasa Muntean
- Paradiso (Irlanda del Nord, 2010) di Alessandro Negrini
- Le salaire de le dette (Francia, 2010) di Jean-Pierre Carlon
- Terras (Brasile, 2010) di Maya Da-Rin
- There once was an Island (Nuova Zelanda/ Papua Nuova Guinea, 2010) di Brian March

#### Cortometraggi in concorso
- Aleph (Francia, 2010) di Yakup Girpan
- Biondina (Italia, 2010) di Laura Bispuri
- Face à la mer (Francia, 2010) di Oliver Loustau
- Garagouz (Francia, 2011) di Abdenour Zahzah
- Io sono qui (Italia, 2010) di Mario Piredda
- Loose Change (Stati Uniti, 2011- ANTEPRIMA EUROPEA) di Philip Botti
- Rimbò (Italia, 2010) di Andrea Canova
- Tasnim (Israele, 2010) di Elite Zexer
- Tchang (Spagna, 2010) di Gonzalo Visedo Núñez e Daniel Strömbeck
- Tutto calcolato (Italia, 2011) di Alessio De Leonardis

#### Location Negata
- Al-Qarafa. The city of the dead (Irlanda/ Italia, 2010) di Alessandro Molatore
- Aprilis Suskhi (Georgia, 2010) di Tornike Bziava
- Cuando Corres (Spagna, 2010) di Mikel Rueda
- Dècreyptage Banlieue (Italia, 2010) di Luca Galassi
- Hakerzy Wolnosci (Polonia, 2010) di Marcin Gladych
- Itaculo 2009 (Portogallo/ Mozambico, 2011) di Nuno Ventura Barbosa
- Le White (Italia, 2010) di Simona Risi
- Zramim Ktuim (Svizzera/ Israele, 2010) di Alexandre Goetschmann e Guy Davidi

#### Primo Piano
- Copia conforme (Italia/ Francia, 2010) di Abbas Kiarostami
- Corpo celeste (Italia/ Svizzera, 2010) di Alice Rohrwacher
- Fughe e approdi (Italia, 2011) di Giovanna Taviani
- Gangor (Italia/ India, 2010) di Italo Spinelli
- Hitler a Hollywood (Belgio/ Francia, 2010) di Frédéric Sojcher
- In un mondo migliore (Danimarca 2010) di Susanne Bier
- La misura del confine(Italia, 2010) di Andrea Papini
- La vita facile(Italia, 2011) di Lucio Pellegrini
- Poetry (Corea del Nord, 2010) di Chang-dong Lee
- Se sei così, ti dico sì (Italia, 2011) di Eugenio Cappuccio

#### Proiezioni Speciali
- Il dottor Stranamore (Regno Unito, 1964) di Stanley Kubrick
- Il papà di Giovanna (Italia, 2008) di Pupi Avati
- La grande guerra (Italia, 1959) di Mario Monicelli
- La lunga calza verde (Italia, 1961) di Roberto Gavioli
- Le cinèaste est un athlète (Francia, 2010) di Vincent Sorrel e Barbara Vey
- Manhattan (Stati Uniti, 1979) di Woody Allen
- Match Point (Gran Bretagna/Stati Uniti/Lussemburgo, 2005) di Woody Allen
- Il pellegrino vestito di bianco(Polonia, 2011 - ANTEPRIMA NAZIONALE) di Jaroslaw Szmidt
- Pupi Avati, un poeta fuori dal coro (Italia, 2010) di Adriano Pintaldi
- The Wholly Family (Italia, 2011) di Terry Gilliam
- Vicky Cristina Barcelona (Stati Uniti/ Spagna, 2008) di Woody Allen

#### Scenari - Lungometraggi fuori concorso
- Bucle (Spagna, 2011) di Hector Zerkowitz
- Europolis (Romania, Francia 2010) di Cornel Gheorghita
- Mindfulness and murder (Thailandia, 2010) di Tom Waller
- Nauta (Italia, 2011) di Guido Pappadà
- Neander Jin - The return of Neandert (Germania, 2011) di Florian Steinbiss
- Tarda Estate (Italia, 2010) di Marco De Angelis e Antonio Di Trapani

#### Scenari - Documentari fuori concorso
- Burma Soldier (Birmania/ Irlanda/ Thailandia/Stati Uniti, 2010) di Annie Sundberg, Nic Dunloc e Ricki Stern
- The city with a dirty face (Gran Bretagna 2010) di Peter King
- Città slow- Parte 1 (Italia, 2010) di Piero Cannizzaro
- El cementerio marino (Spagna, 2011) di Alejandro Gaspar
- I shot my love (Israele, 2010) di Tomer Heymann
- Powroty (Polonia, 2010) di Krzstof Kadlubowski
- Viva Marajò (Brasile, 2011) di Regina Jehà
- Wishes on a falling Star (Italia, 2010) di Paolo Cellammare, Jacopo Cecconi e Gianmarco Sicuro
- 43 colonne in scena a Bilbao (Italia, 2010) di Leonardo Baraldi ed Eleonora Sarasin

#### Scenari - Cortometraggi fuori concorso
- Cuore di Clown (Italia, 2010) di Paolo Zucca
- Das Opfer (Germania, 2010) di Marco Gadge
- È più facile dividere il mare (Italia, 2011) di Gennaro Damato
- Disquiet (Australia, 2011) di SJ. Ramir
- Eclissi di fine stagione (Italia, 2011) di Vito Palmieri
- La Gran Carrerra (Spagna, 2010) di Kote Camacho
- The Homogenics (Spagna, 2010)di Gerard Freixes Ribera
- Ice scream (Italia, 2010) Roberto De Feo e Vito Palumbo
- Huma (Iran, 2011) di Alireza Rofougaran
- Meme l'avenir dure longtemps (Francia, 2011) di Emmanuel Bonn
- Omero bello di nonna (Italia, 2010) di Marco Chiarini
- Panchito (Spagna, 2010) di Arantxa Echevarria Carcedo
- Petanque, io ci sono (Paesi Bassi,2010) di Fedde Hoekstra
- The Philosopher (Francia, 2010) di Abdulla Alkabi
- Porteur d'hommes (Francia, 2010) di Antarès Bassis
- Pour toi je ferai bataille (Belgio, 2010) di Rachel Lang
- Tempus (Italia, 2010) di Ivano Fachin
- Tre Ore (Italia, 2010) di Annarita Zambrano
- Vamos a magnar compañeros (Italia, 2010) di Luciano Toriello

### VIII edizione - 2010

#### Documentari in concorso
- La bocca del lupo (Italia, 2009) di Pietro Marcello
- Cargo (Svizzera, 2009) di Ivan Engler, Ralph Etter
- Ceux de la colline (Svizzera/ Francia/ Burkina Faso, 2009) di Berni Goldblat
- El futuro es hoy (Cuba/ Svizzera, 2009) di Sandra Gomez
- Garbage Dreams (Stati Uniti, 2009) di Mai Iskander
- Journey From Zanskar (Stati Uniti, 2009) di Frederick Marx
- Lettere dal deserto – Elogio alla lentezza (Italia, 2010) Michela Occhipinti
- Mi vida con Carlos (Spagna, 2009) di German Berger-Hertz
- Uber das meer (Germania, 2009) di Bernd Glawatty, Daniel Sponsel
- Urville (Germania, 2009) di Angela Christlieb

#### Cortometraggi in concorso
- After Tomorrow (Regno Unito, 2009) di Emma Sullivan
- Bu Sahilde (on the coast), (Turchia, 2010) di Merve Kayan, Zeynep Dadak
- 75 El Camino (Canada, 2009) di Sami Khan
- L’ape e il vento (Italia, 2009) di Massimiliano Camaiti
- Babcia Wyjezdza (Polonia, 2009) di Tomasz Jurkiewicz
- Habibi (Italia, 2010) di Davide del Degan
- Quan (Svezia, Vietnam, 2010) di Karzan Kader
- L’altra metà (Italia, 2009) di Pippo Mezzapesa
- La balançoire (Belgio, 2009) di Christophe Hermans
- Kotiinpaluu (Homecoming), (Finlandia, 2010) di Harri J. Rantala
- Charlie and the rabbit (Stati Uniti, 2010) di Robert Machoian, Rodrigo Ojeda Beck
- Oyan (Iran, 2009) di Esmae’l Monsef

#### Location Negata
- Be water, my friend (Italia, Uzbekistan, 2009) di Antonio Martino
- A place without people (Grecia, 2009) di Andreas Apostolidis
- Africa Light/Gray Zone (Germania, 2010) di Tino Schwanemann
- Le deuil de la cigogne joyeuse (Svizzera, Libano, 2009) di Eileen Hofer-Boutros
- Rouge Nowa Huta (Francia, 2009) di Blandine Huk, Frédéric Cousseau
- A border story (Stati Uniti, 2010) di Tobias Louie
- I love Benidorm (Italia, Spagna, 2009) di Gaetano Crivaro, Mario Romanazzi
- A nord Est (Italia, 2010) di Milo Adami, Luca Scivoletto

#### Primo Piano
- Basilicata coast to coast (Italia, 2010) di Rocco Papaleo
- Gagma Napiri (Georgia/ Kazakistan, 2009) di George Ovashvili
- I gatti persiani (Iran, 2010) di Bahman Ghobadi
- Happy family (Italia, 2010) di Gabriele Salvatores
- Lourdes (Austria/ Francia/ Germania, 2009) di Jessica Hausner
- Nord (Norvegia, 2009) di Rune Denstad Langlo
- La prima cosa bella (Italia, 2010) di Paolo Virzì
- Soul kitchen (Francia/ Germania, 2009) di Fatih Akin
- L'uomo che verrà (Italia, 2009) di Giorgio Diritti

#### Proiezioni Speciali
- Draquila – L’Italia che trema (Italia, 2010) di Sabina Guzzanti
- New York I love you (Stati Uniti/ Francia, 2009) di AA.VV
- Il raggio verde (Francia, 1986) di Eric Rohmer
- Incontri a Parigi (Francia, 1995) Eric Rohmer
- L’isola (Russia, 2006) di Pavel Lounguine
- Tzar (Russia, 2009) di Pavel Lounguine

#### Euromediterraneo
- Sul Mare (Italia, 2010) di Alessandro D’Alatri
- Un po’ di là dal mare, (Italia, 2010) di Danae Mauro
- I luoghi dell’altro, (Italia, 2009) di Francesco Conversano e Nene Grignaffini
- The Last Giants, (Germania, 2009) di Daniele Grieco
- Tutto l’amore del mondo, (Italia, 2010) di Riccardo Grandi
- Le Osieaux d’Arabie, (Francia, 2009) di David Yon

#### Scenari - Lungometraggi fuori concorso
- 18 anni dopo (Italia, 2010) di Edoardo Leo
- L’uomo fiammifero (Italia, 2009) di Marco Chiarini

#### Scenari - Documentari fuori concorso
- Carne Viva (Francia, 2009) di Jean-Charles Hue
- La ciudad de los signos (Spagna, 2009) di Samuel Alarcón
- Filia Solis (Italia, 2009) di Edoardo Winspeare e Paola Crescenzo
- Giallo a Milano (Italia, 2009) di Sergio Basso
- Europa 0Km (Italia, 2010) di Luca Bellino, Silvia Luzi
- Home from home (Germania/ Corea del Sud, 2009) di Sung Hyung Cho
- Housing (Italia, 2009) Federica di Giacomo
- Iter in semet ipsum: Damaso (Spagna, 2009) di Miguel G. Morales
- Magari le cose cambiano (Italia, 2009) di Andrea Segre
- Maria y el neuvo mundo (Venezuela, 2009) di George Walker Torres
- The most dangerous man in America (Stati Uniti, 2009) di Judith Ehrlich, Rick Goldsmith
- Negli occhi (Italia, 2009)di Daniele Anzelotti, Francesco Del Grosso
- La presa (Spagna, 2008) di Jorge Rivero
- La Saison des funerailles (Canada/ Camerun, 2009) di Matthew Lancit
- The small kingdom of lo (Italia, 2010) di Giuseppe Tedeschi, Daniel Mazza, Caroline Leitner
- Trenutek Reke (Slovenia/ Italia, 2010) di Nadja Velušček e Anja Medved

#### Scenari - Cortometraggi fuori concorso
- Abyss (Russia, 2009) di Ilya Severov
- Adios, Muneca (Spagna, 2009) di Hugo Sanz
- Ali di cera (Italia/ Tunisia, 2009)di Hedy Krissane
- Amona Putz! (Spagna, 2009 ) di Telmo Esnal
- Armandino e il Madre (Italia, 2010) di Valeria Golino
- Bambino (Italia, 2010) di Luciano Schito
- Bisesto (Italia, 2009) di Giovanni Esposito e Francesco Prisco
- Comment J'ai Rencontré Mon Père (Francia, 2009) di Maxime Motte
- Deyrouth (Francia, 2010) di Chloé Mazlo
- Dime que yo (Spagna, 2009) di Mateo Gil
- Edge of the desert (Canada, 2009) di Lea Nakonechny
- Encourage (Italia, 2010) di Eleonora Campanella
- The end (Spagna, 2009) di Eduardo Chapero-Jackson
- Felicità (Georgia, 2009) di Salomé Aleksi
- Hungerford (Regno Unito, 2009) di Alex Barrett
- Intercambio (Spagna/ Italia, 2010) di Antonello Novellino
- Inviernos calidos (Spagna, 2010) di Miguel Aguirre
- Notes of the other (Spagna, 2009) di Sergio Oksman
- Ona (Spagna, 2009) di Pau Camarasa
- El Padre (Spagna, 2009) di Luis San Roman Gomendio
- Passing time (Italia, 2009/2010) di Laura Bisturi
- Things we leave behind (Regno Unito, 2010) di Andrew Brand
- La vita accanto (Italia, 2010) di Giuseppe Pizzo

### VII edizione - 2009

#### Documentari in concorso
- Americana (Stati Uniti, 2009) di Topaz Adizes
- Diario di un curato di montagna (Italia, 2009) di Stefano Saverioni
- El Somni (Spagna, 2008) di Christophe Farnarier
- Hunter since the beginning of time (Italia/ Svizzera 2008) di Carlos Casas
- Northern Light (Francia, 2008) di Sergei Loznitsa
- Rata Nece Biti! (Italia, 2008) di Daniele Gaglianone
- Rumore Bianco (Italia, Svizzera, 2008) di Alberto Fasulo
- Venado (Messico, 2009) di Pablo Fulgueira

#### Cortometraggi in concorso
- Bab al Samah (Italia/ Tunisia, 2008) di Francesco Sperandeo
- Basket Bronx (Spagna/Stati Uniti, 2009) di Martin Rosete
- Camille (Italia, 2009) di Piero Costantini
- Free Lunch (Stati Uniti, 2008) di Rick Curnutt
- Hammerhead (Gran Bretagna, 2009) di Sam Donovan
- Hinter Den Dunen (Germania, 2009) di Christian Bachù
- La preda (Italia, 2009) di Francesco Apice
- La terra è lontana (Italia, 2009) di Luca Lamaro
- Le route du Nord (Francia, 2008) di Carlos Chahine
- Microfisica (Spagna, 2008) di Joan Carlos Martorell
- On the line (Spagna, 2008) di Jon Garano
- Racines (Svizzera, 2008) di Eileen Hofer
- The last bus (Germania/ Austria, 2008) di Maria Hengge
- Vena cava (Polonia, 2009) di Mariko Saga

#### Location Negata
- 32 (Italia, 2008) di Michele Pastrello
- Children of Manila (Irlanda/ Italia, 2008) di Alessandro Molatore
- China’s Wild West (Regno Unito/ Cina, 2009) di Urszula Pontikos
- El Machroua (Tunisia, 2008) di Mohamed Ali Nahdi
- La Domitiana dove non c’è strada non c’è civiltà (Italia, 2009) di Romano Montesarchio
- Les Damnés de la Mer (Belgio, 2008) di Rhalib Jawad
- Ma’rib (Germania, 2008) di Rainer Komers
- Memory and roots (Iraq, 2008) di Farouk Dawod
- Qian Men Qian (Belgio, Cina, 2008) di Olivier Meys
- The Blood of Kouan Kouan (Grecia, 2008) di Yorgos Avgeropoulos

#### Primo Piano
- Angeli e demoni (Stati Uniti, 2009) di Ron Howard
- Australia (Australia/Stati Uniti, 2008) di Baz Luhrmann
- Beket (Italia, 2009) di Davide Manuli
- Galantuomini (Italia, 2008) di Edoardo Winspeare
- Prince of Broadway (Stati Uniti, 2008) di Sean Baker
- Ritorno a Brideshead (Gran Bretagna, 2008) di Julian Jarrold
- Terra Madre (Italia, 2009) di Ermanno Olmi
- Two Lovers (Stati Uniti, 2008) di James Gray
- Uomini che odiano le donne (Danimarca/Svezia, 2009) di Niels Arden Oplev
- Vicky Cristina Barcelona (Spagna/Stati Uniti, 2008) di Woody Allen

#### Proiezioni Speciali
- Villa Amalia" (Francia, Svizzera, 2009 - ANTEPRIMA NAZIONALE) di Benoit Jacquot
- Vicino al Colosseo c’è Monti (Italia, 2009) di Mario Monicelli

#### Euromediterraneo
- Fuori rotta (Italia, 2008) di Salvo Cuccia
- La casa sulle nuvole (Italia, 2009) di Claudio Giovannesi
- One hundred meters away (Spagna, 2008) di Juan Luis de No
- Valzer con Bashir (Israele/Germania/ Francia, 2008) di Ari Folman
- Verso l’Eden (Francia, 2009) di Constantin Costa-Gavras

#### Scenari - Lungometraggi fuori concorso
- Brokers eroi per gioco (Italia, 2008) di Emiliano Cribari
- Focaccia Blues (Italia, 2009) di Nico Cirasola
- Se chiudi gli occhi (Italia, 2008) di Lisa Romano
- Tre lire primo giorno (Italia, 2008) di Andrea Pellizzer

#### Scenari - Documentari fuori concorso
- Dumped by a Man and then to Shikoku? (Sud Corea, 2009) di Kim Jiyoung
- El ultimo Guiòn (Spagna, 2009) di Gaizka Urresti, Javier Espada
- Hair India (Italia, 2008) di Raffaele Brunetti, Marco Leopardi
- Il Sol dell’avvenire (Italia, 2008) di Gianfranco Pannone
- La Fiuma, incontri sul Po e dintorni (Italia, 2008) di Rossella Schillaci
- La Forteresse (Svizzera, 2008) di Fernand Melgar
- Mindelo – traz d’horizonte (Capo Verde, 2008) di Alexis Tsafas
- Nord - Sud.com (Francia/ Belgio, 2008) di Francois Ducat
- Pizzi Cannella (Francia, 2009) di Emmanuel Bonn.
- The Survivors (Romania, 2009) di Ovidiu Georgescu
- Un commissario in nero (Italia, 2009) di Floriano Franzetti

#### Scenari - Cortometraggi fuori concorso
- Ahyanan – A volte (Egitto, 2008) di Mahmood Soliman
- Cimbumbe (Colombia/ Messico/India, 2008) di Antonio Coello
- La piccola guardia (Italia, 2008) di Pierluigi Ferrandini
- Manga Kissa (Italia, 2009) di Cosetta Titta Raccagni
- Miente (Spagna, 2008) di Isabel De Ocampo
- Mikis Ballade (Germania, 2008) di Nina Vukovic
- Mojito l’altra luce del cinema (Italia, 2008) di Stefano Bruno
- Mutande di ricambio (Italia, 2009) di Luca Merloni, Andres Arce Maldomado
- Ogni giorno (Italia, 2008) di Francesco Felli
- Project Ion (Stati Uniti, 2008) di Dawn Westlake
- The Cemetery People (Irlanda, Italia, 2008) di Alessandro Molatore
- The loneliness of the Short – Order Cook (Polonia, 2008) di Marcella Sawicki
- ‘U Sciroccu (Italia, 2008) di Marta Palazzo, Daniele Scali, Jacopo Lanza

### VI edizione - 2008

#### Documentari in concorso
- Boygo di Pierpaolo Giarolo (Italia, Ungheria 2008)
- Feet unbound di Khee-Jin Ng (Australia 2006)
- Lost holiday di Lucie Kràloà (Repubblica Ceca 2007)
- La minaccia di Silvia Luzi e Luca Bellino (Italia 2008)
- More shoes di Lee Kazimir (Stati Uniti, 2008)
- Il passaggio della linea di Pietro Marcello (Italia 2007)
- Sotto il cielo di Ahmedabad di Stefano Rebechi e Francesca Vignola (Italia 2007)
- Stone time touch di Garine Torossian (Canada, Armenia 2007)

#### Cortometraggi in concorso
- Adil & Yusuf (Italia, 2007) di Claudio Noce
- Ayak Altinda (Turchia, 2007) di M. Cem Oztufekci
- Camille e Mariuccia (Italia, 2008) di Samuele Romano
- City of Cranes (Regno Unito, 2007) di Eva Weber
- Da Lontano (Italia, 2007) di Adriano Valerio
- Daughters of Snow (Finlandia, 2007) di Harri J. Rantala
- Dream’s Garden (Italia, 2007) di Jamshi Bayrami
- Eau Boy (Francia, 2007) di Eric Gravel
- Irish Twins (Stati Uniti, 2008) di Rider e Shiloh Strong
- La moglie (Italia, 2007) di Andrea Zaccariello
- Lo zio (Italia, 2008) di Duccio Chiarini
- Salvador (Historia de un milagro cotidiano) (Spagna, 2007) di Abdelatif Hwidar
- Vietato fermarsi (Italia, 2007) di Pierluigi Ferrandini

#### Location Negata
- Angels die in the soil (Iran, 2008) di Babak Amini
- Under construction (Francia, 2007) di Zhenchen Liu
- Bianco e nero alla ferrovia (Italia, 2007) di Antonio Capuano
- Cemento all’indice (Italia, 2007) di Stefano de Felici e Enrico Bonino
- Don’t eat the baby (Stati Uniti, 2007) di Todd Berger
- Fishermen (Iran, 2007) di Kourosh Farzanegan
- Lhasa sculpting in time (Cina, 2007) di Jingshu Ye
- L’Iraq prima della guerra (Italia, 2008) di Francesco Selvafiorita
- Old house, old people, old days (Cina, 2008) di Song Jinxuan
- The dawn is peaceful in Artsakh (Armenia, 2007) di Jivan Avetisyan

#### Primo Piano
- Amal (Canada/India, 2007) di Richie Mehta
- I Demoni di San Pietroburgo (Italia, 2008) di Giuliano Montaldo
- In Bruges (Regno Unito/Belgio, 2008) di Martin McDonagh
- Into the wild (Stati Uniti, 2007) di Sean Penn
- Just add water (Stati Uniti, 2008) di Hart Bochner
- La giusta distanza (Italia, 2007) di Carlo Mazzacurati
- La ragazza del lago (Italia, 2007) di Andrea Molaioli
- Mongol (Russia/Germania, 2008) di Sergei Bodrov
- Nothing but ghosts (Germania, 2007) di Martin Gypkens

#### Selezione Product Placement
- Ho voglia di te (Italia, 2007) di Luis Prieto
- L’Allenatore nel pallone 2 (Italia, 2008) di Sergio Martino
- Lezioni di cioccolato (Italia, 2007) di Claudio Cupellini
- Parlami d’amore (Italia, 2008) di Silvio Muccino
- Voglio la luna (Italia, 2008) di Roberto Conte e Roberto Palmieri

#### Euromediterraneo
- Billo le grand Dakhaar (Italia/Senegal 2008) di Laura Muscardin
- Caramel (Libano/Francia 2007) di Nadine Labaki
- Cous Cous (Francia 2007) di Abdellatif Kechiche
- La Sposa turca (Germania/Turchia 2003) di Fatih Akin
- Nuits d’Arabie (Lussemburgo 2007) di Paul Kieffer

#### Focus Location Mare - Selezione di Lungometraggi
- Le grand bleu (Francia, 2002) di Luc Besson
- Tornando a casa (Italia, 2001) di Vincenzo Marra

#### Focus Location Mare - Selezione di documentari prodotti dalla Panaria Film
- Cacciatori di Sottomarini (Italia, 1946) di Francesco Alliata, Renzo Avanzo, Quintino di Napoli, Piero Moncada
- Tonnara (Italia, 1947) di Francesco Alliata, Quintino di Napoli e Piero Moncada
- Bianche Eolie (Italia, 1947) di Francesco Alliata, Renzo Avanzo, Quintino di Napoli, Pietro Moncada
- Isole di cenere (Italia, 1947) di Francesco Alliata, Renzo Avanzo, Quintino di Napoli, Pietro Moncada
- Tra Scilla e Cariddi (Italia, 1948) di Francesco Alliata, Renzo Avanzo, Quintino di Napoli e Pietro Moncada
- Opera dei pupi (Italia, 1948) di Frederic Maeder

#### Focus Sicilia - Selezione di Lungometraggi
- Angela (Italia, 2002) di Roberta Torre
- Come inguaiammo il cinema italiano. La vera storia di Franco e Ciccio (Italia, 2004) di Daniele Ciprì e Franco Maresco
- I Viceré (Italia, 2007) di Roberto Faenza
- La Terramadre (Italia, 2008) di Nello Lamarca
- Rosso Malpelo (Italia, 2007) di Pasquale Scimeca

#### Focus Sicilia - Selezione di documentari a cura della Filmoteca Regionale Siciliana
- I Saurrieri (Italia, 2005) di Franco D’Angelo
- Palermo 1953. Le immagini amatoriali di Giovanni Russo (Italia, 2005) di Marcello Alajmo e Gaspare Pasciuta
- Lu tempu di li pisci spata (Italia, 1954) di Vittorio de Seta
- Isole di Fuoco (Italia, 1954) di Vittorio de Seta
- Surfarara (Italia, 1955) di Vittorio de Seta
- Contadini del Mare (Italia, 1955) di Vittorio de Seta
- Parabola d’Oro (Italia, 1955) di Vittorio de Seta
- L’Etna è bianco (Italia, 1947) di Ugo Saitta
- Zolfara (Italia, 1947) di Ugo Saitta
- Sant’Agata (Italia, 1949) di Ugo Saitta
- Sciara (Italia, 1953) di Ugo Saitta

#### Scenari - Lungometraggi fuori concorso
- Liberarsi (figli di una rivoluzione minore) (Italia, 2008) di Salvatore Romano

#### Scenari - Documentari fuori concorso
- Alla ricerca del grande fiume (Italia, 2008) di Dario Samuele Leone
- Camilleri alla Siciliana (Belgio, 2007) di Andrè Buytaers
- Che Guevara. Il Corpo e il mito (Italia, 2007) di Stefano Missio
- Donde las nubes cantan (Italia, 2007) di Francesco Cordio e Paolo Pagnoncelli
- Hight Tatras (Austria, 2007) di Pavol Barabàs
- Il senso degli altri (Italia, 2007) di Marco Bertozzi
- In one city (Regno Unito, 2007) di Dave Tomalin
- Luce verticale. Rosario Livatino. Il Martirio (Italia, 2007) di Salvatore Presti
- Orada (Turchia, 2007) di Recep Akar
- Profetas da chuva e da esperanca (Brasile, 2007) di Marcia Paraiso
- Spander (Iran, 2007) di Iman Pourhasan
- The house on august street (Beith Ahawah) (Israele/Germania, 2007) di Ayelet Bargur
- The moon, the sea, the mood (Francia, 2008) di Philipp Mayrhofer e Christian Kobald
- Tokyo Cowboys (Regno Unito, 2008) di Daneeta Loretta Saft e Patrick Jackson
- Victory (Olanda, 2008) di Regen Van den Heuvel

#### Scenari - Cortometraggi fuori concorso
- Cactus (Irlanda, 2007) di Alessandro Molatore
- Diente por Ojo (Spagna, 2007) di Eivind Holmboe “Salmòn
- Eclipse (India, 2008) di Mark Lapwood
- Il condominio degli uccelli (Italia, 2008) di Alberto Comandini
- Il funerale di Fibonacci (Italia, 2008) di Emanuele Sana
- Il Lavoro (Italia, 2007) di Lorenzo De Nicola
- Le Baiser de l’alouette (Francia/Stati Uniti, 2008) di Ishan Shapiro
- L’Oro rosso (Italia, 2007) di Cesare Fragnelli
- Maleza en el balcòn (Spagna, 2007) di Sintu Amat e Silvia Cortès
- Mare nostro (Italia, 2008) di Andrea D’Asaro
- Padam… (Spagna, 2006) di Jose Manuel Carrasco
- Son (Regno Unito, 2007) di Daniel Mulloy
- Sunday (Cina, 2008) di Yan Qing
- Uova (Italia, 2006) di Alessandro Celli

### V edizione - 2007

#### Lungometraggi in concorso
- Cinema Aspirinas e Urubù (Brasile, 2005) di Marcello Gomez
- Jean De La Fontaine (Francia, 2007) di Daniel Vigne
- Il Sole Nero (Italia- Francia, 2006) Krystof Zanussi
- Viaggio in India (Italia, 2007) di Moshen Makmalbaf
- Vineta - The Secret Proget (Germania, 2006) di Franziska Stunkel
- Che fai tu Luna (Italia, 2006) di Cristina Mazzavillani Muti
- Come le formiche (Italia, 2007) di Ilaria Borrelli
- Rebelde (Spagna-Italia, 2007) di Federico Bruno
- The Counting House (Italia-Hong Kong, 2006) di Paolo Marcellini
- Vivaldi, un principe a Venezia (Francia-Italia-Svizzera) di Jean-Louis Guillermou

#### Documentari in concorso
- A map For Saturday (Stati Uniti, 2007) di Brook Silvia-Braga
- Berlin Song (Germania, 2007) di Uli M. Schueppel
- Cronisti di Strada (Italia, 2007) di Gianfranco Pannone
- Il Lato Sbagliato del Ponte (Italia, 2006) di G. Carella e P. Cognetti
- La Camas Solas (Svizzera, 2006) di Sandra Gomez
- Oltre Selinunte (Italia, 2006) di Salvo Cuccia
- Onibus (Francia-Italia-Brasile, 2006) di Augusto Contento

#### Cortometraggi in concorso
- Das gelbe plein (Germania/Brasile 2007) di Lisa Schiewe
- Do you see me (Stati Uniti/Italia, 2006) di Alessandro De Cristofaro
- Dora (Italia, 2007) di Sergio Basso
- El castigo (Spagna, 2006) di Isabel Ayguavives
- El chalan (Perù, 2006) di Alberto Matsuura
- La coude de Kiyumi, le genou de Sayuru (Giappone, 2006) di Sugita Satoru
- Maya (Hong Kong, 2007) di Roberta So e Yeo Ching
- Meridionali senza filtro (Italia, 2006) di Michele Bia
- Most – The bridge (Austria, 2007) di Haris Bilajbegovic
- Panas (Italia, 2006) di Marco Antonio Pani
- Poza Gisza (Polonia, 2006) di Pitor Ryczko
- Ramiro (Messico/Italia, 2007) di Adam Selo

#### Proiezioni Speciali
- 4-4-2 il gioco più bello del mondo (Italia, 2006) di Michele Carrillo, Francesco Lagi, Roan Johnson e Claudio Cupellini
- Alatriste il destino di un guerriero (Francia/Spagna/Stati Uniti, 2007) di Agustin Diaz Jenes
- Le rose del deserto (Italia, 2006) di Mario Monicelli
- Mater natura (Italia, 2006) di Massimo Andrei
- Sacco e Vanzetti (Francia/Italia, 1970) di Giuliano Montaldo
- Una bella grinta (Italia, 1965) di Giuliano Montaldo

#### Location e film - Lungometraggi
- Vacanze a Ischia (Italia/Francia/Germania, 1957) di Mario Camerini
- Morgan il Pirata (Italia/Francia, 1960) di Andreè De Toth e Primo Zeglio
- Caccia alla volpe (Italia, 1966) di Vittorio De Sica
- Campane a Martello (Italia, 1949) di Luigi Zampa
- Delitto in pieno sole (Francia, 1959) di Renè Clement
- Il paradiso all’improvviso (Italia, 2003) di Leonardo Pieraccioni

#### Scenari - Lungometraggi fuori concorso
- E di se Kamp Pasur nje tittul me te mre (Por e Kam Harruar) (Kosovo, 2005) di Arben L Kastrati
- Honor de Cavalleria (Spagna, 2006) di Albert Serra

#### Scenari - Documentari fuori concorso
- Aveiro cidade do miliceiro (Portogallo, 2007) di Morais Michael Silva e Rita Coutinho
- Graina (Svizzera, 2006) di Villi Hermann
- L’isola analogica (Italia, 2007) di Francesco G. Ragandato
- Le bon eleve (Italia, 2007) di Paolo Quaregna
- Plac – The market (Croazia, 2006) di Ana Husman
- Puetare Mashin (Italia, 2007) di Giorgio Piracci
- Der umberkannte soldat (Germania/Stati Uniti/Ucraina, 2006) di Michaele Verhoeven
- Jedn (Spagna, 2006) di Marcos Nine

#### Scenari - Cortometraggi fuori concorso
- Alice (Belgio, 2007) di Sophie Schouken
- Eleven minutes of war (Germania, 2007) di Erik Lehmann
- La cena di Emmaus (Italia, 2007) di Josè Carvaglia
- Marta con la “A” (Italia, 2007) di Emiliano Corapi
- Moloch (Polonia, 2006) di Marcin Pazera
- Poco più di due passi (Italia, 2007) di Pino di Persio
- Quasisia (Italia, 2007) di Gianni Di Blasi
- Vittima della storia (Italia, 2007) di Simona Cocozza
- Thetreason (Italia, 2007) di Giuseppe Iacono
- In sa ia (Italia, 2007) di Bonifacio Angius
- Union Europea (Spagna, 2007) di Andreas Koppel
- L’arrivo (Italia, 2007) di Luca Lamaro

### IV edizione - 2006

#### Lungometraggi in concorso
- Fuoco su di me (Italia 2005) di Lamberto Lambertini
- Quando i bambini giocano in cielo (Italia 2005) di Lorenzo Hendel
- Il regista di matrimoni (Italia 2005) di Marco Bellocchio
- Tre giorni di anarchia (Italia 2004) di Vito Zagarrio
- Il vento fa il suo giro (Italia 2005) di Giorgio Diritti
- Il cane giallo della Mongolia (Germania 2005) di Byambasuren Davaa
- Capri you love (Germania 2006) di Alexander Oppersdorff
- Viaggio alla Mecca (Francia/Marocco 2004) di Ismael Ferroukhi
- Jesen stize, Dunjio Moja (Serbia 2004) di Ljubisa Samardi
- Snow (Canada 2005) di Hakan Sahin

#### Documentari in concorso
- Altri occhi (Italia 2005) di Guido Votano
- Locating little wing: appunti per un film da girare in Africa (Italia 2006) di Francesco Castellani
- Un’isola chiamata desiderio (Italia 2005) di Michela Morano e Andrea Patierno
- Quelli di Via Artom (Italia 2005) di Stafano Scarafia
- Semillas de utopia (Italia/Argentina 2006) di Rondolfo Colombara
- Tamang (Italia 2006) di Guido Freddi
- Zielen van Naples (Olanda 2005) Vincent Monnikendam

#### Cortometraggi in concorso
- 100 Percent (Italia/Stati Uniti 2005) di Teresa Paoli
- La buena caligrafia (Spagna 2004) di Alex Sampayo
- Come a Cassano (Italia 2005) di Pippo Mezzapesa
- Dammi il là (Italia 2005) di Matteo Servente
- Da Quixote (Irlanda 2005) di Terry O’Leary
- Dopodomani (Italia 2006) di Duccio Chiarini
- Foky – Fuoco sporco (Italia 2005) di Claudio Bozzatello
- Goodbye Antonio (Italia 2005) di Michael Zampino
- Upaya (Italia 2005) di Romina Power

#### Proiezioni speciali
- Antonio guerriero di Dio (Italia 2005) di Antonello Bellucco
- Campane a Martello (Italia 1949) di Luigi Zampa
- Orgoglio e Pregiudizio (Gran Bretagna 2005) di Joe Wright
- Omaggio a Rossellini (Italia 2001) di Carlo Lizzani
- Cinegiornali e Settimana Incom gentilmente concessi dall’Istituto Luce

#### Focus sul Cinema Tedesco
- Kebab connection (Germania 2004) di Anno Saul
- Il cielo sopra Berlino (Germania/Francia 1987) di Wim Wenders
- Goodby Lenin (Germania 2003) di Wolfgang Beker
- Lola Rend (Germania 1998) di Tom Tykwer

#### Lungometraggi fuori concorso
- 1 Nite (Nuova Zelanda 2004) di Amarbir Singh
- Assamblè (Italia 2005) di Eduardo Cocciardo
- The lost treasure of Kinght templar (Danimarca 2005) di Kasper Barfoed
- Il mistero di Lovecraft (Italia 2005) di Federico Greco e Roberto Leggio
- Il pane nudo (Italia 2005) di Rachid Benhadj
- Sexum Superandum Isabella Morra (Italia 2005) di Marta Bifano
- Sons of Italy (Italia 2005) di Jnathan Deman
- Basta un niente (Italia 2006) di Ivan Polidoro

#### Documentari fuori concorso
- Battiti il respiro del Vesuvio (Italia 2006) di Maria Totaro
- Gitanes (Italia 2005) di Matteo Rovere
- Giuseppe Panza di Biumo: collezioni (Italia 2004) di Giampaolo Penco
- Graffiti: roman art (Italia 2006) di Emanuele Costantini
- J’ai pas tuè Saddam (Italia 2005) di Guillaume Bodier
- Isola femmina (Italia 2005) di Corrado Fortuna
- Orgoglio Kazako (Italia 2006) di Claudia Amico e Giulio Amatucci
- Mimetoliths (Canada 2006) di Algis Kemezys
- Odessa …Odessa! (Grecia/Israele 2005) di Michele Boganim
- One day in Krakow (Italia 2005) di Paolo Santagostino
- Ritratti della sicilia, storie di dolci (Italia 2004) di Piero Cannizzaro
- Voices of Bam (Olanda 2006) di Aliona van der Horst e Maasja Ooms

#### Cortometraggi fuori concorso
- Baiano (Italia 2005) di Elisabetta Bernardini
- La Bumba (Italia 2005) di Alessandro Dominici
- Compito in classe (Italia 2005) di Daniele Cascella
- Elia (Italia 2005) di Massimo Amici
- Ex (Italia 2006) di Tommaso Cariboni
- Hypocrites (Italia 2006) di Renato Lori
- Oltre la barricata (Italia 2005) di Andrea Cairoli
- Ottomila metri (Italia 2005) di Aldo Rapè, Giuseppe Falgario e Nicola Vero
- Vincent (Germania 2005) di Giulio Ricchiarelli

### III edizione - 2005

#### Lungometraggi in concorso
- Saimir (Italia 2004) di Francesco Munzi
- Tartarughe sul dorso (Italia 2004) di Stefano Pasetto
- L’iguana (Italia 2004) di Catherine McGilvray
- Cielo e terra (Italia 2004) di Luca Mazzieri
- La storia del cammello che piange (Germania/Mongolia 2003) di Byambasuren Davaa e Luigi Falorni
- Red Rose (United Kingdom 2004) di Robbie Moffat
- Cowgirl (Germania 2004) di Mark Schichtler
- The farm keeper (Repubblica Ceca 2004) di Martin Duba

#### Documentari in concorso
- I ragazzi della Panaria (Italia 2004) di Nello Correale
- Appunti romani (Italia 2004) di Marco Bertozzi)
- La malia di Acitrezza (Italia 2004) di Paolo Brunatto
- Sanctissima Muerte (Italia 2005) di Cinzia D’Auria
- There and Back Again (Svezia/Svizzera 2004) di John Howe

#### Cortometraggi in concorso
- L’elefante rosa (Italia 2004) di Alessandro De Cristofaro
- Capolinea (Italia 2004) di Mario Cosentino
- Chora (Italia 2004) di Lorenzo Adorisio
- Sulla riva del lago (Italia 2004) di Matteo Rovere
- Puoi chiamarmi Virgilio (Italia 2004) di Marco Carlucci

#### Documentari fuori concorso
- Ritratti del Salento di Piero Cannizzaro
- Un piccolo spettacolo di Alice Rohrwacher e Pier Paolo Giarolo
- Viaggio nella danza tradizionale calabrese di Paolo Orrico
- Virtuosi de nulle part di Rousseva Zlatina
- Young satellite Amani Yassets Football Club di Ignazio Oliva

#### Cortometraggi fuori concorso
- Get Ready di Alessandro Villamira
- Troppo caldo per Birillo di Duccio Chiarini
- Via di Claudio Proietti
- Subliminal wien di Alessandro Ladaga e Silvia Mantenga
- Vlora 1991 di Roberto De Feo
- Codice aperto di Enzo Procopio e Luca Scarzella
- C’era una volta un re di Massimiliano Mauceri

### II edizione - 2004

#### Lungometraggi in concorso
- Ballo a tre passi (Italia 2003) di Salvatore Mereu
- De Reditu (Italia 2003) di Claudio Bondì
- Il paradiso all’improvviso (Italia 2003) di Leonardo Pieraccioni
- Pontormo (Italia 2003) di Giovanni Fago
- Donau, Dunaj, Duna, Dunav, Dunarea (Austria 2003) di Goran Rebic
- Noi albinoi (Islanda/Regno Unito/Germania/Danimarca 2003) di Dagur Kàri

#### Documentari in concorso
- Iceland Rewind (Italia 2004) di Alexandro Ladaga e Silvia Manteiga (Elastic Group of Artistic Research)
- I Mozartini (Italia 2003) di Silvano Agosti
- Ritorno a Kurumuni (Italia 2003) di Piero Cannizzaro

#### Cortometraggi in concorso
- La donna del mare (Italia 2004) di Raffaele Bleve
- Peperoni (Italia 2003) di Giuseppe Gagliardi
- Lo scattino (Italia 2003) di Michele Ferrari

#### Lungometraggi fuori concorso
- Il piacere di piacere di Luca Verdone

#### Documentari fuori concorso
- Cardilli addolorati di Carlo Luglio e Romano Montesarchio
- Un’dì felice di Alessandro Villamira
- Lotta sporca di Marco Carraio ed Emiliana Pole
- Tonino Funtò di Simone Salvemini
- Noir Mediterraneo di Cristiano Bortone
- Animol di Marco Berrini e Martina Parenti
- Walking, looking, dreaming, shooting di Massimo Magrì

#### Cortometraggi fuori concorso
- Servizio Giardini di Elisabetta Bernardini
- Voce Off di Valentina Zincati
- Corsa sospesa di Stefano Canterini
- La foresteria di Tilde Di Dio
- Con i se e con i ma di Marco Bizzarro
- Karma di Bruno Cimino
- Elettronici marci di Giacomo Cesari
- La sagoma di Federico Mazzi
- Lo spaventapasseri di Cesare Fragnelli
- Siamo …diversi di Pietro Pranzetti
- Sei quello che mangi di Stefano Russi
- Sogni di Mirco Sgrazi e Rita Andreetti
- Insoliti sospetti di Nicola Barnaba
- Cose che si dicono al buio di Marco Costa
- Unconventional Toys di Matteo Rovere
- Rossocarnoso di Lorenzo Sportello
- OGM di Raffaele Di Meglio
- Last Buffalo di Raffaele Di Meglio

### I edizione - 2003

#### Lungometraggi in concorso
- L’isola (Italia 2003) di Costanza Quatriglio
- Pater Familias (Italia 2002) di Francesco Patierno
- Sotto gli occhi di tutti (Italia 2002) di Nello Correale
- Respiro (Italia/Francia 2002) di Emanuele Crialese

#### Documentari in concorso
- Cuore Napoletano (Italia 2002) di Paolo Santoni
- La notte della Taranta e dintorni (Italia 2002) di Piero Cannizzaro
- Rossellini Bergman sotto il vulcano (Italia 2002) di Nino Bizzarri

#### Cortometraggi in concorso
- La visita (Italia 2002) di Andrea De Rosa
- Ficarigna (Italia 2002) di Sopie Chiariello
- Guerra alle pietre (Italia/Germania 2002) di Andreas Teuchert e Rahel Schweikert

#### Proiezioni speciali
Ciccio Colonna di Syusy Blady